# Nestier
Nestier est une commune française située dans l'est du département des Hautes-Pyrénées. Elle appartient au Pays des Nestes, en région administrative appelée Occitanie. Sa région historique est la Gascogne. Son pays historique administratif est le pays d'élection de Rivière-Verdun alors que son pays historique culturel est appelé « Le Nestès ».
Exposée à un climat de montagne aux influences océaniques, elle est drainée par la Neste et divers autres petits cours d'eau. Son urbanisme est caractéristique d'un village du piémont pyrénéen. Ses habitants sont appelés les Nestéens ou  Nestéennes.
L'histoire villageoise est marquée par les périodes suivantes : la préhistoire avec les vestiges de la grotte néandertalienne du cap de la Bielle ; l'époque moderne avec deux personnages centraux : François de Saint-Paul et Louis de Cazaux, seigneurs de Nestier, le premier grand officier des armées de Louis XIV et gouverneur du Val d'Aran, le second grand maître de l'école de cavalerie de Versailles et écuyer cavalcadour de Louis XV ; la période contemporaine : Nestier est chef-lieu de canton et voit l'édification du site dévotionnel appelé Calvaire du Mont-Arès avec, à l'aube du XXIe siècle, la reconstruction de ce même calvaire inscrit à l'inventaire des monuments historiques et la réalisation d'une baignade biologique.
Sa sociologie est fortement imprégnée des traditions pyrénéennes et des modes de vie qui reposent essentiellement, jusqu'au milieu du XXe siècle, sur une polyculture de subsistance. Au XXIe siècle, Nestier subit les transformations profondes du monde rural au sein d'une nouvelle réorganisation territoriale.

## Géographie

### Localisation
Commune du piémont pyrénéen, Nestier est située dans l'est du département des Hautes-Pyrénées (65), dans la basse vallée de la Neste. Elle se trouve à une cinquantaine de kilomètres de Lourdes, à proximité et à équidistance des deux villes voisines que sont Lannemezan dans le même département et Montréjeau dans la Haute-Garonne. Elle est aux frontières particulièrement imbriquées de trois pays historiques géographiquement éclatés : Comminges, Quatre-Vallées et Rivière-Verdun,. Le périmètre exact de la commune est précisé dans le procès-verbal de délimitation daté de 1828.
Le village de Nestier est situé plus précisément à l'entrée d'un espace naturel appelé vallon de Bouchère,. Ce dernier est composé pour les trois-quarts des terres de Nestier et pour le reste des terres des trois communes voisines qui sont : Bize au sud, Montsérié au sud-ouest et Hautaget à l'ouest.
Les communes limitrophes sont Anères, Bize, Hautaget, Montégut et Saint-Laurent-de-Neste.
| Anères   | Saint-Laurent-de-Neste |          |
| Hautaget | Nestier                | Montégut |
|          | Bize                   |          |

### Relief et géologie
La superficie de la commune est de 494 hectares. Son altitude varie de 458  à   604 mètres.
Nestier s'est construit au pied des contreforts de la chaîne pyrénéenne qui s'abaissent vers la vallée de la Garonne. Il est situé sur les dernières assises qui montent vers le plateau de Lannemezan, sur un dépôt post-albien au contact des dépôts quaternaires de ce plateau,. Le village est en bordure de la dépression karstique appelée de Bize, sur un des lambeaux de la terrasse alluviale appelée de La Barthe-de-Neste ou de Montréjeau. Le village est enserré entre deux collines de moyenne altitude : le mont Arès (604 m) et le Montsaous (550 m). Le sol est constitué de terres silico-argilo-calcaires riches en apports glaciaires mais également en dépôts alluvionnaires de la Neste.

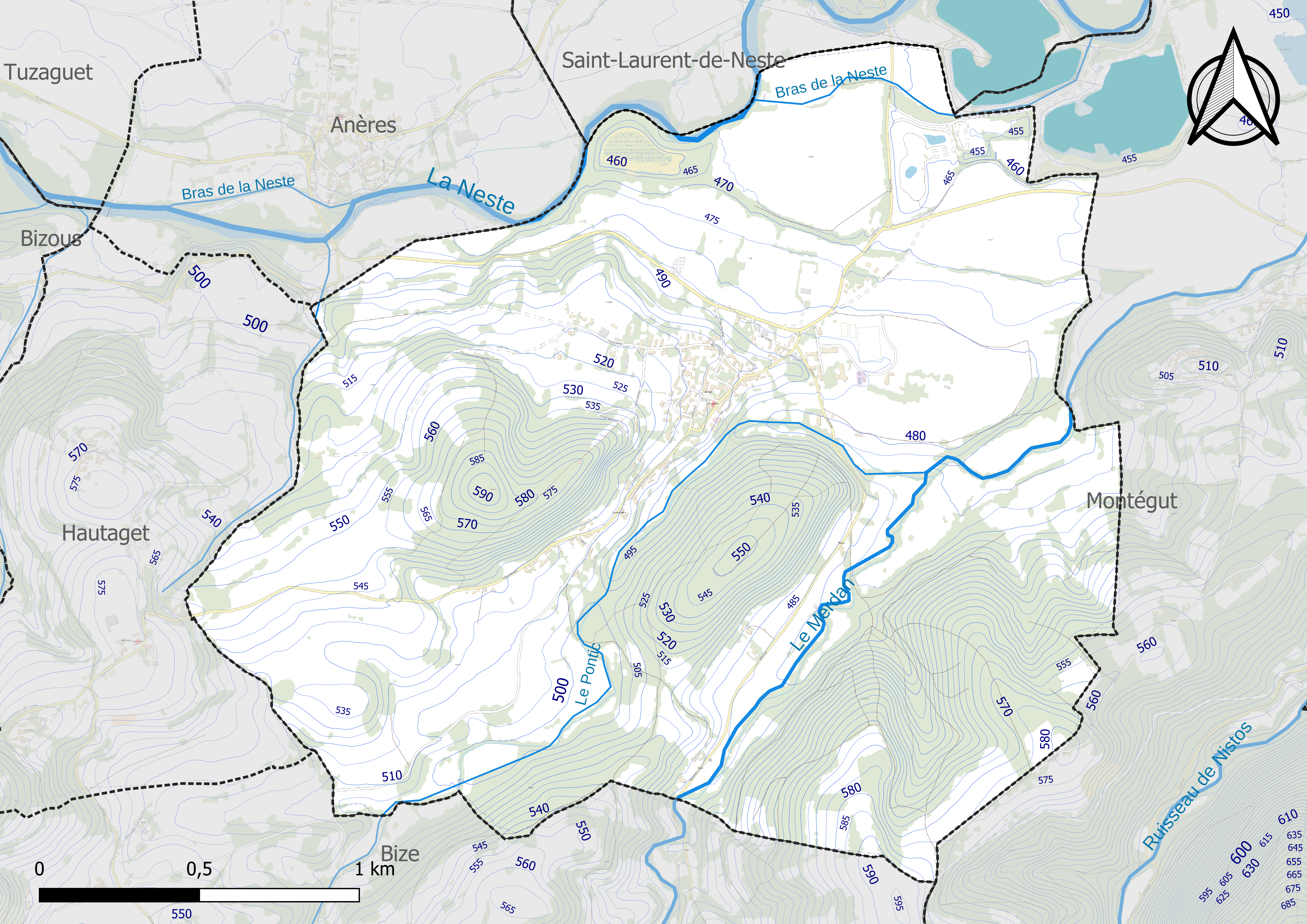
Carte du relief de Nestier.
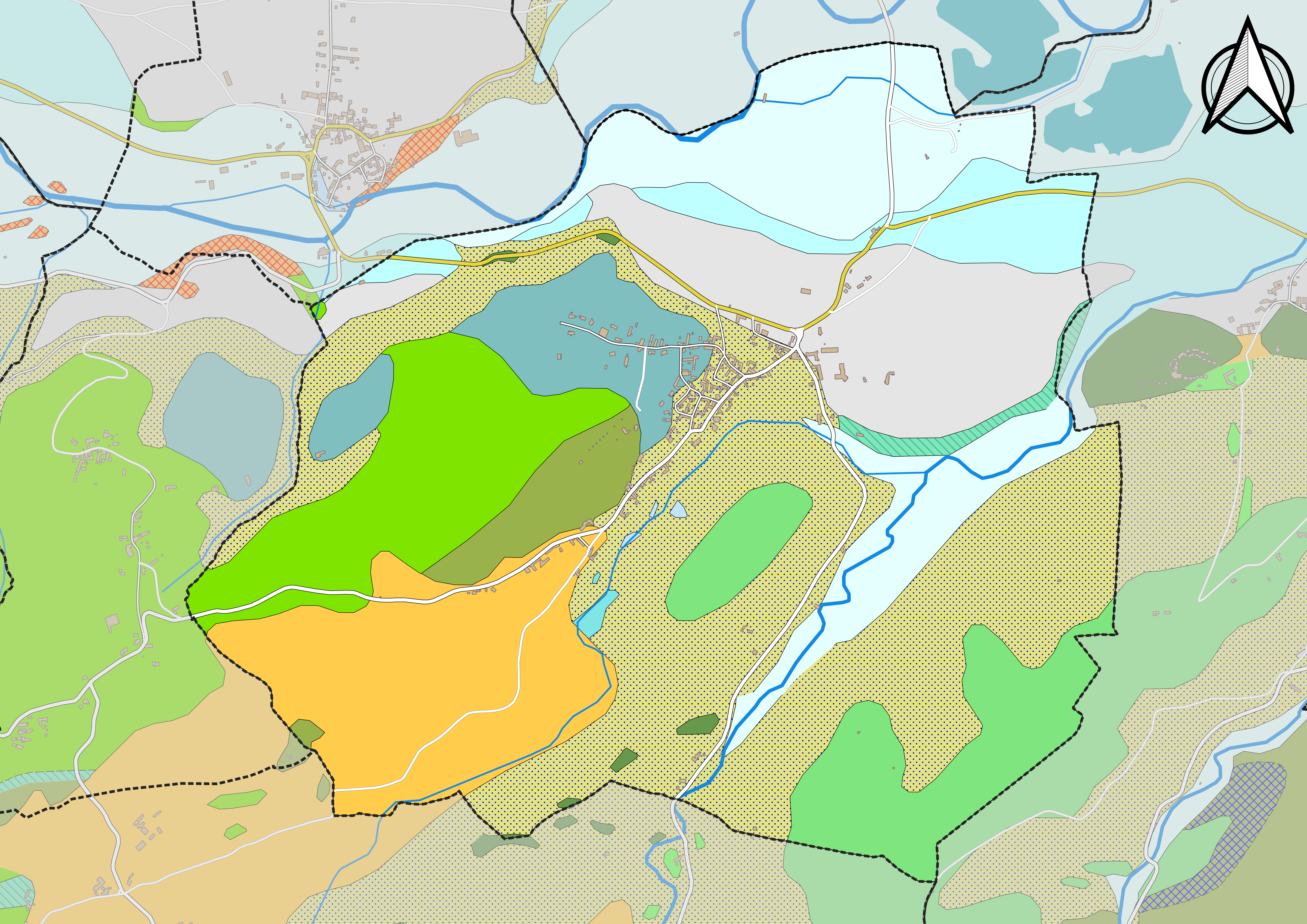
Carte géologique vectorisée et harmonisée de Nestier.

|  | Ea : | Dépôts superficiels, souvent soliflués, coulée boueuse, limons |
|  | C :  | Colluvions, dépôts de pente indifférenciés                     |
|  | Fz : | Alluvions fluviatiles actuelles et subactuelles                |
|  | Fy : | Alluvions du stade du retrait glaciaire                        |
|  | Fx : | Alluvions anciennes du Riss                                    |
|  | Fw : | Alluvions anciennes du Mindel                                  |
|  | Fv : | Alluvions anciennes du Günz et du Donau                        |

|  | n6b-cF :   | Albien moyen-supérieur : flysch noir ardoisier des Baronnies et Schistes d'Espieilh (est de l'Adour)             |
|  | n6b-c(B) : | Albien moyen-supérieur : brèches de Batsère à éléments mésozoïques                                               |
|  | n1-4 :     | Néocomien - Barrémien : brèche polygénique à éléments mésozoïques et calcaires - calcaires et calcaires argileux |

|  | j7 : | Tithonien inférieur : dolomies, calcaires et calcaires dolomitiques à ibérines, brèches calcaires |
|  | j6 : | Kimméridgien : Calcaires noirs à exogyres et lituolidés, brèches dolomitiques                     |

|  | ω : | Ophites |

### Hydrogéologie
Les terres de Nestier sont de façon typique une manifestation karstique. Un tel système géologique est défini par la présence de lapiaz, de dolines et de cavernes sèches,. Le sous-sol est émaillé de nombreuses cavités auxquelles s'ajoute un réseau hydrique constitué de plusieurs sources et rivières souterraines. Cet ensemble hydrogéologique est décrit dans les divers rapports ou comptes rendus relatifs aux explorations effectuées au cours des deux siècles derniers,, complétés par des témoignages de villageois. Par ailleurs, le Système d'information pour la gestion des eaux souterraines (SIGES) en Midi-Pyrénées présente des données sur la géologie et l'hydrogéologie de Nestier.

### Hydrographie
Le ruisseau Limacourt, encore appelé Pontic, coule dans le vallon de Bouchère et traverse le village entre les deux collines, le Mont-Arès et le Montsaous. Il se jette, à hauteur de Montégut, dans le Merdan (encore écrit Merdans), un deuxième ruisseau au sud-est de Nestier venu de Bize. Ce dernier se jette à son tour dans la Neste vers Aventignan. Un troisième ruisseau, appelé Goulit, venant de Montégut et coulant le long du chemin de Croues dans la direction sud-nord, est un affluent du Merdan au débit soutenu lors des épisodes pluvio-orageux. Enfin, un quatrième ruisseau de même catégorie appelé "Rieu Marty", encore écrit "Arrieu Marty", constituant la limite ouest de la commune avec le village de Hautaget, prend sa source à la fontaine de ce dernier et va se jeter dans la Neste à hauteur d'Anères.
La Neste traverse le territoire de Nestier dans sa partie nord et nord-est. Elle devient parfois un torrent impétueux aux crues dévastatrices à l'exemple de celle du 18 juin 2013. Les crues de 1875 et 1938 sont répertoriées également comme catastrophes majeures pour toute la vallée.

### Climat
Le climat qui caractérise la commune est qualifié, en 2010, de « climat des marges montagnardes », selon la typologie des climats de la France qui compte alors huit grands types de climats en métropole. En 2020, la commune ressort du type « climat de montagne » dans la classification établie par Météo-France, qui ne compte désormais, en première approche, que cinq grands types de climats en métropole. Pour ce type de climat, la température décroît rapidement en fonction de l'altitude. On observe une nébulosité minimale en hiver et maximale en été. Les vents et les précipitations varient notablement selon le lieu.
Les paramètres climatiques qui ont permis d’établir la typologie de 2010 comportent six variables pour les températures et huit pour les précipitations, dont les valeurs correspondent à la normale 1971-2000. Les sept principales variables caractérisant la commune sont présentées dans l'encadré ci-après.
| Paramètres climatiques communaux sur la période 1971-2000 - Moyenne annuelle de température : 11,4 °C - Nombre de jours avec une température inférieure à −5 °C : 3,7 j - Nombre de jours avec une température supérieure à 30 °C : 4,4 j - Amplitude thermique annuelle : 14,2 °C - Cumuls annuels de précipitation : 963 mm - Nombre de jours de précipitation en janvier : 10,1 j - Nombre de jours de précipitation en juillet : 7,1 j |

Avec le changement climatique, ces variables ont évolué. Une étude réalisée en 2014 par la Direction générale de l'Énergie et du Climat complétée par des études régionales prévoit en effet que la  température moyenne devrait croître et la pluviométrie moyenne baisser, avec toutefois de fortes variations régionales. La station météorologique de Météo-France installée sur la commune et en service de 1946 à 2008 permet de connaître l'évolution des indicateurs météorologiques. Cette station a été activée par Pierre Boué jusqu'en 2008, année de son décès, après avoir été également agent d'assurance et secrétaire de mairie pendant quatre décennies (années 1960 à 1990). Le tableau détaillé pour la période 1981-2010 est présenté ci-après.
| Mois                                  | jan.             | fév.           | mars           | avril           | mai             | juin           | jui.          | août          | sep.          | oct.          | nov.             | déc.             | année    |
| ------------------------------------- | ---------------- | -------------- | -------------- | --------------- | --------------- | -------------- | ------------- | ------------- | ------------- | ------------- | ---------------- | ---------------- | -------- |
| Température minimale moyenne (°C)     | 0,3              | 0,9            | 3,1            | 4,8             | 8,4             | 11,9           | 14            | 14            | 11            | 7,6           | 3,3              | 1,1              | 6,7      |
| Température moyenne (°C)              | 4,7              | 5,7            | 8,4            | 10,1            | 13,8            | 17,2           | 19,5          | 19,5          | 16,6          | 12,7          | 7,9              | 5,4              | 11,8     |
| Température maximale moyenne (°C)     | 9,1              | 10,4           | 13,7           | 15,5            | 19,1            | 22,5           | 25            | 24,9          | 22,2          | 17,8          | 12,4             | 9,8              | 16,9     |
| Record de froid (°C) date du record   | −18,5 18.01.1957 | −20 16.02.1956 | −12,6 01.03.05 | −6,5 18.04.1955 | −1,5 01.05.1960 | 0,5 07.06.1954 | 3 05.07.1954  | 2 30.08.1956  | 0 30.09.1953  | −5 31.10.1949 | −10,5 26.11.1955 | −13,2 28.12.1962 | −20 1956 |
| Record de chaleur (°C) date du record | 24 24.01.1960    | 29 29.02.1960  | 29 21.03.1948  | 32 15.04.1949   | 33 29.05.1947   | 40 29.06.1950  | 41 28.07.1947 | 39 20.08.1947 | 36 04.09.1949 | 33 11.10.1948 | 28 14.11.1948    | 24 16.12.1989    | 41 1947  |
| Précipitations (mm)                   | 93,2             | 75,2           | 88,8           | 104,2           | 111,9           | 72,2           | 69,2          | 79,6          | 82,2          | 81,6          | 91,9             | 99,8             | 1 049,8  |

### Biodiversité
La commune possède un patrimoine naturel remarquable : un site Natura 2000, appelé "Garonne, Ariège, Hers, Salat, Pique et Neste" et une zone naturelle d'intérêt écologique, faunistique et floristique,, (ZNIEFF 1 et 2), appelée "Neste moyenne et aval".

### Risques naturels et technologiques
Les principaux risques recensés sur le territoire de la commune sont les suivants : inondations, crues, séismes, ruptures de barrage. Le plan de prévention des risques (PPR) a été prescrit le 5 avril 2018. Le plan de prévention des risques naturels prévisibles (PPRNP) a été approuvé le 29 mars 2021 par arrêté préfectoral. Ce plan comprend : un rapport de présentation, un règlement, un document graphique (zonages réglementaires). Il est consultable à la mairie. Le plan communal de sauvegarde (PCS) précise les conduites à tenir par les villageois dans le cas de catastrophes naturelles ou autres. L'information des acquéreurs et des locataires (IAL) sur le territoire communal fait l'objet d'un document administratif appelé État des servitudes "risques" et d'information sur les sols.

## Urbanisme

### Typologie
Au 1er janvier 2024, Nestier est catégorisée commune rurale à habitat dispersé, selon la nouvelle grille communale de densité à sept niveaux définie par l'Insee en 2022.
Elle est située hors unité urbaine. Par ailleurs la commune fait partie de l'aire d'attraction de Lannemezan, dont elle est une commune de la couronne,. Cette aire, qui regroupe 65 communes, est catégorisée dans les aires de moins de 50 000 habitants,.

### Occupation des sols
L'occupation des sols de la commune, telle qu'elle ressort de la base de données européenne d’occupation biophysique des sols Corine Land Cover (CLC), est marquée par l'importance des territoires agricoles (64,8 % en 2018), en diminution par rapport à 1990 (66,7 %). La répartition détaillée en 2018 est la suivante : 
prairies (38,5 %), forêts (27,7 %), zones agricoles hétérogènes (26,2 %), zones urbanisées (5,6 %), eaux continentales (1,9 %).
L'IGN met par ailleurs à disposition un outil en ligne permettant de comparer l’évolution dans le temps de l’occupation des sols de la commune (ou de territoires à des échelles différentes). Plusieurs époques sont accessibles sous forme de cartes ou photos aériennes : la carte de Cassini (XVIIIe siècle), la carte d'état-major (1820-1866) et la période actuelle (1950 à aujourd'hui).

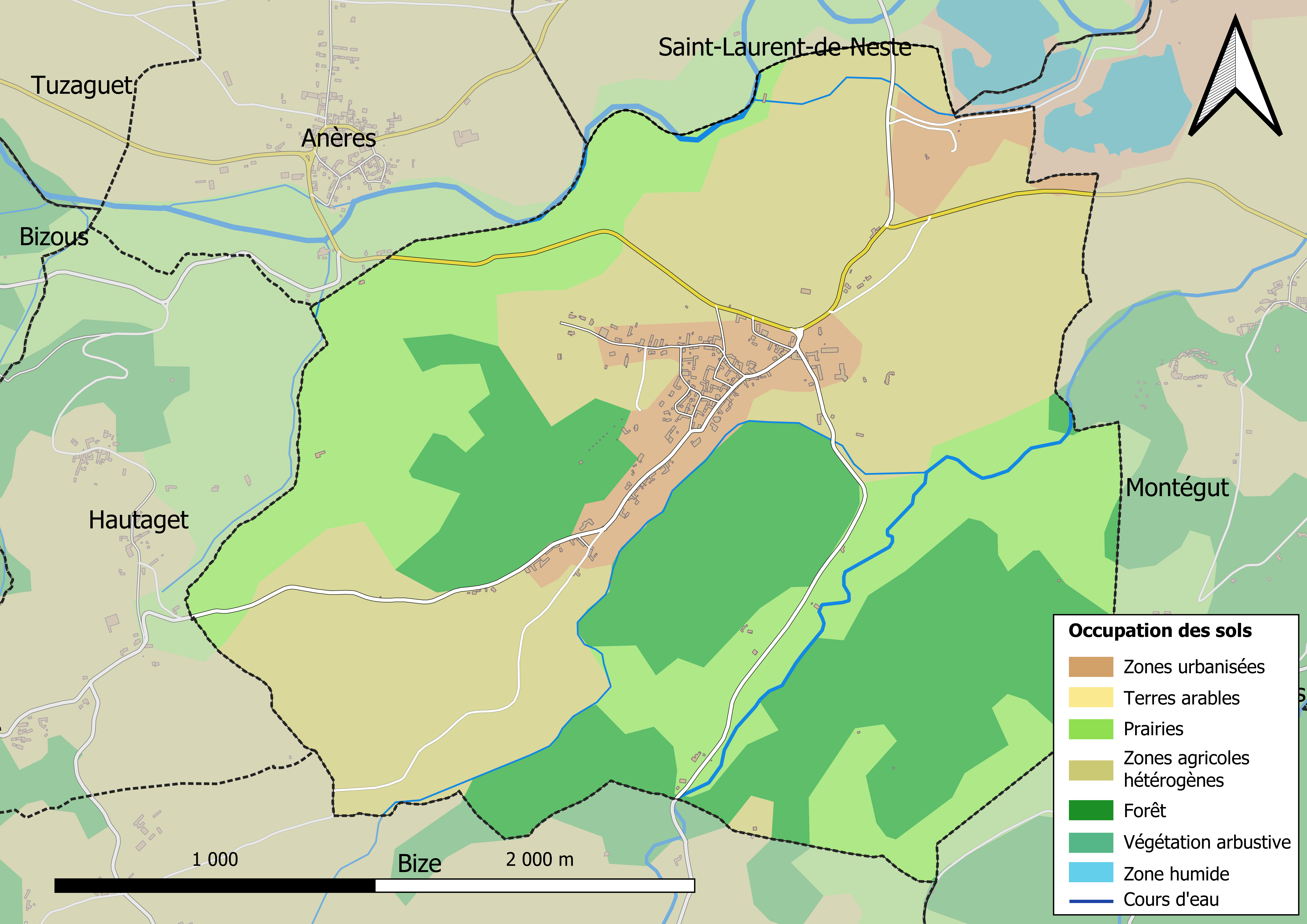
Carte des infrastructures et de l'occupation des sols en 2018 (CLC) de la commune.
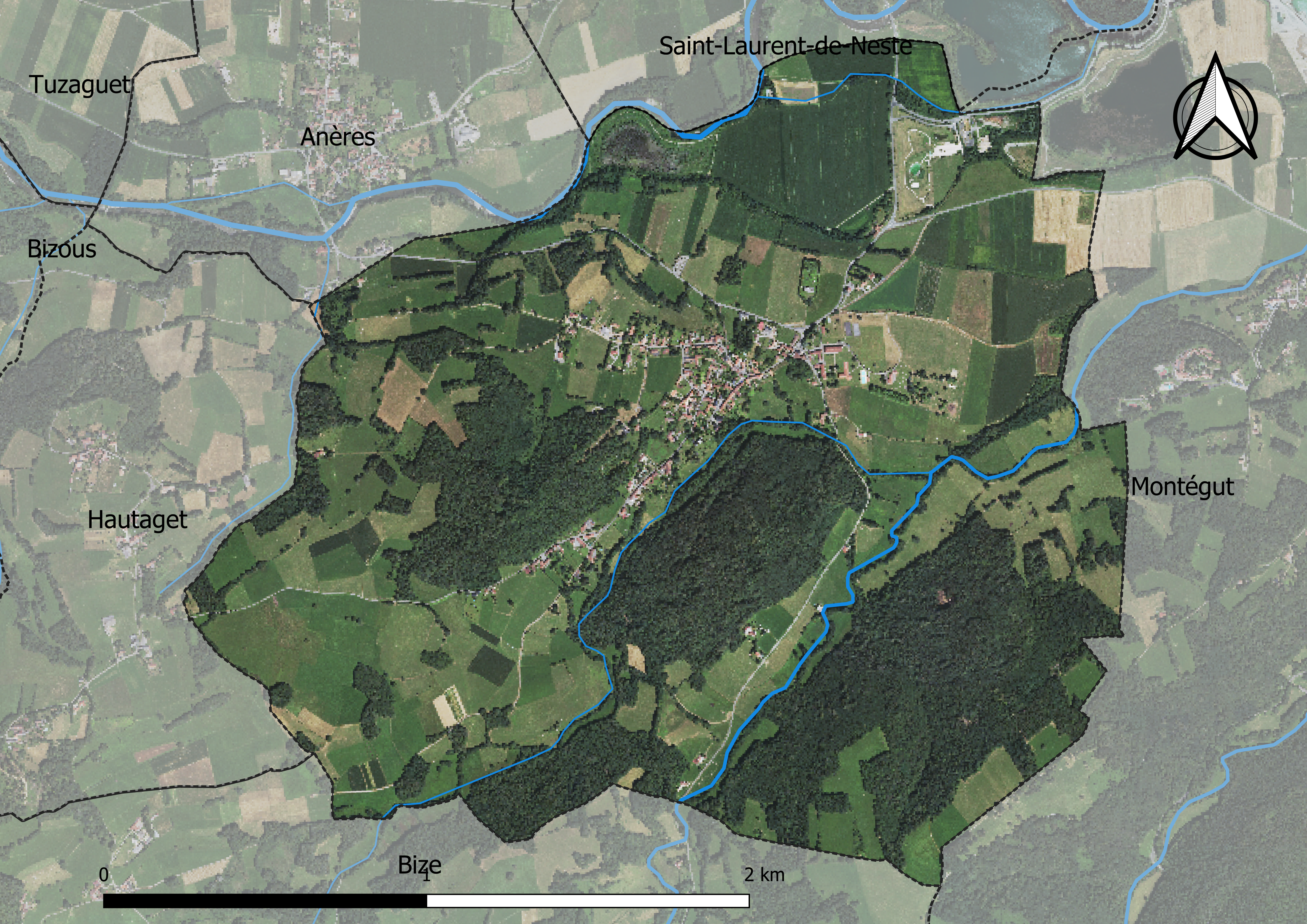
Carte orthophotogrammétrique de la commune.

### Morphologie urbaine
Le cadastre communal présente les différentes parcelles de terrain publiques et privées, répertoriées administrativement.
Le village bâti est construit sur un promontoire au pied de la colline du Mont-Arès. Il est articulé en plusieurs quartiers ou lieux-dits desservis par un ensemble de rues et de chemins convergeant vers des petites places ou placettes délimitées essentiellement par des carrefours typiques.

#### Quartiers et lieux-dits
Les lieux-dits sont précisés et nommés dans la carte des lieux-dits villageois.
Les quartiers du village bâti sont les suivants : le « Cap de la Bielle », la « Corne », le « Marcadau », le « Devant-du-village », l'« Ormeau », les « Cazalères », le « Bédicha ».

##### Quartier de l'Ormeau
Un site particulier avec des arbres remarquables.

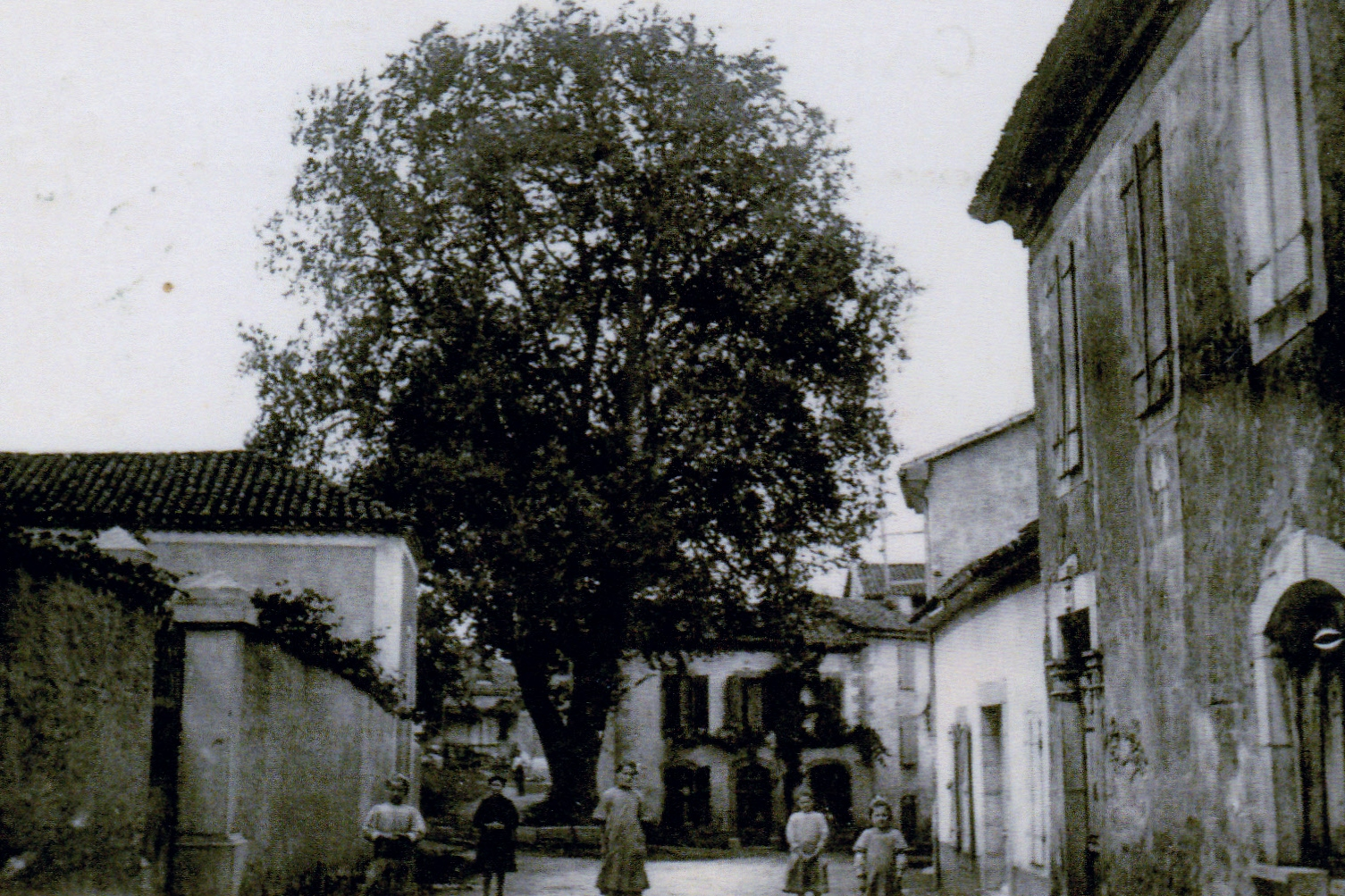
L'orme villageois au début du XXe siècle.

Autrefois un orme trônait en son centre, au carrefour des trois rues villageoises : La Carraou, la rue de La Croix de Figur et la rue de l'Ormeau. L'Ormeau était un lieu de rassemblement où se prenaient certaines décisions importantes pour la vie de la communauté, bien avant la Révolution. C'est encore au pied de cet arbre, sans doute, que le poète et félibre gascon André Bouéry, lorsqu'il n'était pas à Aspet son village d'enfance, venait chercher son inspiration alors qu'il était marié à une villageoise, Mlle Refouil. Un de ses poèmes intitulé Sous l'Ormeau ferait référence à l'arbre villageois. Le vieil orme a été abattu en 1987 pour des raisons de sécurité. On a planté à sa place un catalpa appelé "Le catalpa de la Liberté", une essence d'Amérique du Nord. Mais le nom est resté : on parle toujours de l'Ormeau pour désigner ce lieu caractéristique et le quartier villageois dans lequel il se situe.

### Logement
Nestier compte une centaine de maisons, la plupart construites au XIXe siècle. Ce sont des constructions typiques aux toits de tuile. Les bâtiments principaux enserrent une cour intérieure fermée par un portail en bois massif : eth pourtau (se prononce pourtaw) abrité sous un porche. La maison porte un nom complété souvent par un sobriquet. Une tradition gasconne veut que l'on désigne une personne du village par le nom de la maison (en so dé...) et non par son patronyme. C'est avant tout une manière de résoudre les difficultés d'homonymie car on s'appelle souvent Abadie, Boué, Cazes… ou Castéran,. Les sobriquets des quelque 80 maisons les plus anciennes du village ont été mémorisés en 2002.

#### Quelques maisons typiques
Le bâtiment appelé École de Filles a été au XVIIIe siècle la demeure de Denys Refouil, intendant et héritier de Louis de Cazaux, dernier seigneur de Nestier. La porte d'entrée principale orientée au sud, côté cour intérieure, encore en place aujourd'hui, date de cette époque. Quant à la maison Fourquet, elle a d'abord été la mairie puis une forge où furent refondues les cloches de l'église et forgée l'ancienne horloge en place sur le clocher avant sa restauration en 1901. Par ailleurs, à la ferme Bize Peypoc, le linteau de la porte de l'étable est constitué d'une pierre jacquaire datée de 1367. La maison Fourquet Guillamas est datée de 1784, la maison natale du poète Dupuy-Peyou : 1788, l'institution Portes (collège privé) : 1785. Cette dernière maison a été le cadre, dans les années 1850, d'une gasconnade magistrale appelée Les dindes de chez Portes, un thanksgiving revisité façon nestéenne. Les autres maisons villageoises, parmi les plus anciennes, sont construites sous le Premier Empire et portent des dates s'échelonnant de 1800 à 1830. Quatre maisons traditionnelles de la période de l'Entre-deux-guerres, présentées dans le document de M. Raymond Misson, sont le décor de la vie quotidienne au village dans les années 1930 : deux fermes en so dé Guillamas et en so dé Caouchirou, une maison classique en so dé Forment et une maison typique en so dé Maubet.

### Voies de communication et transports

#### Voies routières
On accède à Nestier par les routes départementales D 26 (transversale est-ouest venant de Montégut et allant vers Anères), D 75 (pénétrante sud-nord venant de Bize et allant vers Saint-Laurent-de-Neste), D 526 (pénétrante NE-SO allant de Montsérié vers Nestier). Les noms historiques de ces trois routes départementales sont précisés dans les plans cadastraux successifs de 1831, 1887 et 1908.

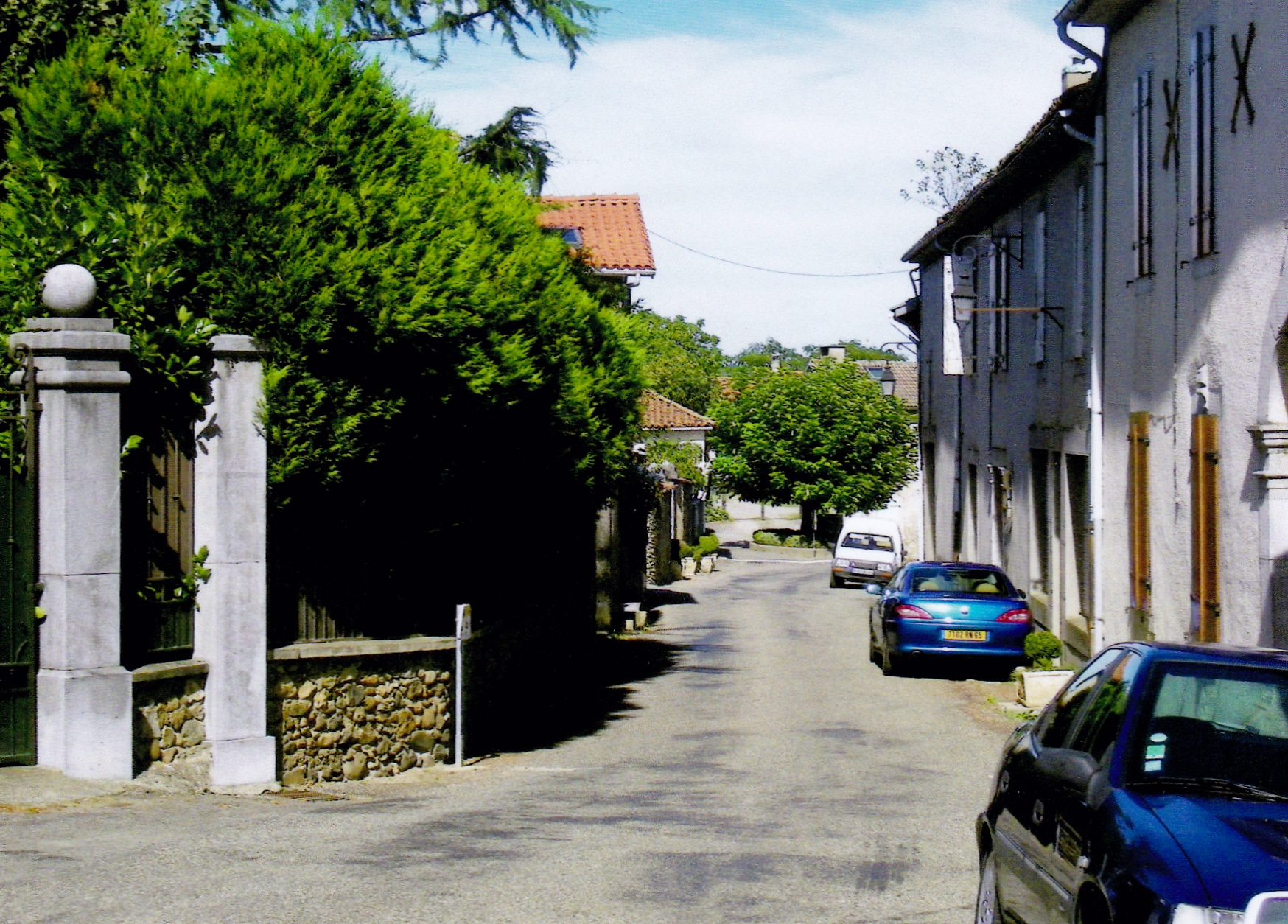
Lavenue de l'Ormeau ou rue de l'Ormeau appelée aujourd'hui rue de la Placette. À l'arrière-plan, le catalpa.

 Les rues et les chemins portent également des noms historiques. Ces noms traditionnels ont été sauvegardés par des témoignages et des œuvres manuscrites de villageois,,,. Conséquence de la réorganisation de La Poste dans les années 2000, ces noms anciens ont été adoptés en 2008 par une délibération du Conseil municipal pour répertorier administrativement les voies communales et les chemins ruraux.
Aujourd'hui, l'entretien et la gestion opérationnelle des trois routes départementales qui traversent Nestier incombent à la Direction des routes et transports du département et sont du ressort de l'une de ses cinq agences locales appelée Agence du Pays de Lannemezan, des Nestes et de la Barousse à Arreau avec une antenne à La Barthe-de-Neste. L'entretien des voies communales et des chemins ruraux relève des attributions du maire.

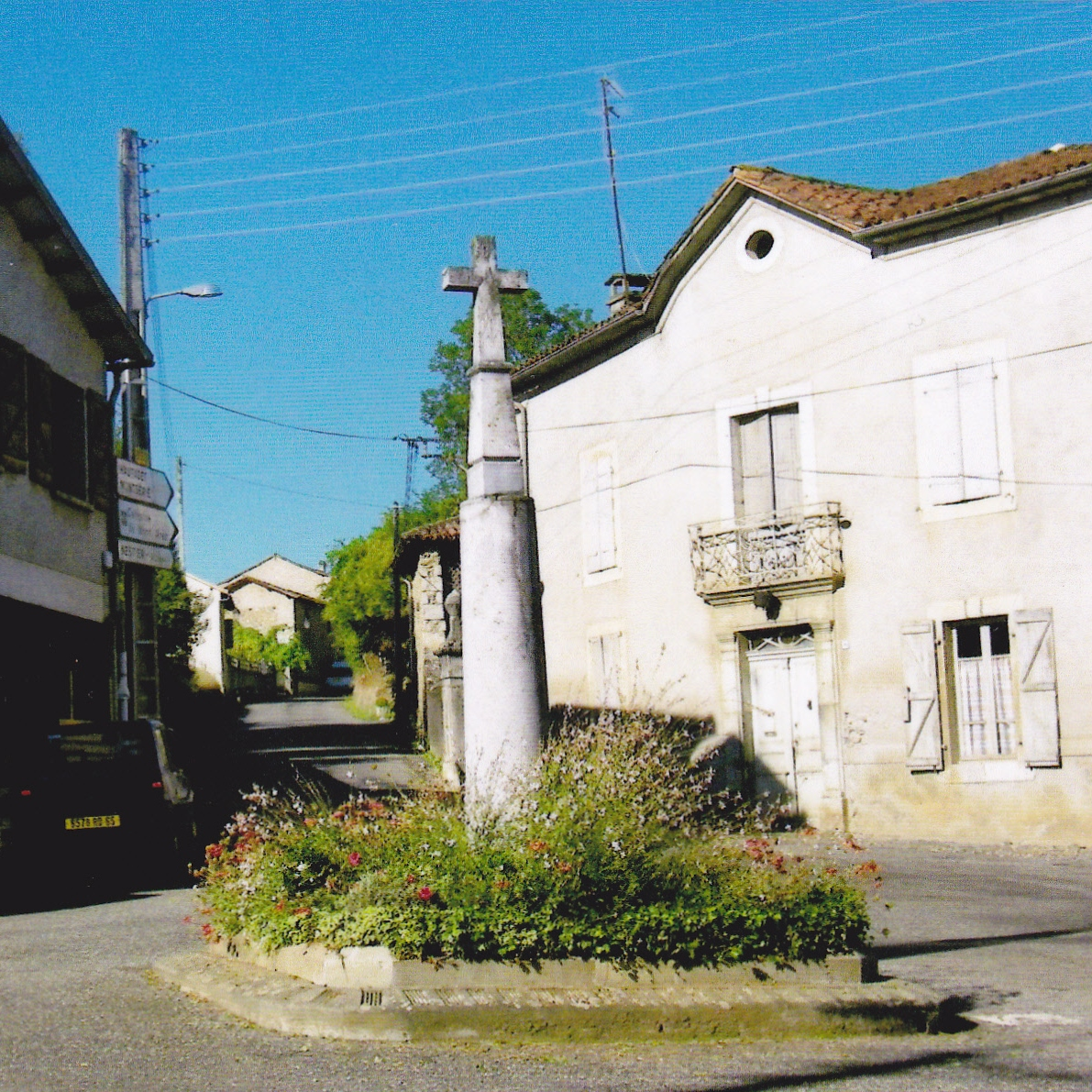
La croix du Castéra et la rue de la "Carraou"

#### Quelques rues et chemins villageois caractéristiques
Le Carrerot, le Carrelot, la Carraou (aujourd'hui rue de la Placette), le chemin du Carrey, la rue de la Croix de Figur (encore appelée, au début du XXe siècle, la rue des Intellectuels où résidaient les notables villageois : fonctionnaires retraités, médecin, prêtre...), le chemin de Cucarrat, le chemin de Garole, le Courrédou dé Guillamas, le chemin de Laspugue, le chemin de Pey de Guille encore appelé aujourd'hui le chemin du Bié, la rue de Chicou, la rue du Cap de la Bielle, le chemin du Marcadau, le chemin du Tuyaga, le chemin de Bordes, le chemin des Escassies, le Bédicha, la rue de la Placette aujourd'hui composée de la Carraou et de la rue de l'Ormeau encore appelée autrefois Avenue de l'Ormeau, la Coste dé la Hounte (la côte de la Fontaine) où serait apparu, dans les années 1930, un loup-garou à deux villageois qui rentraient chez eux un soir d'hiver. Les carrefours de rues étaient des lieux de rassemblement joyeux et festifs souvent mais aussi des lieux de prières et de recueillement parfois, matérialisés par des arbres ou des croix en fer ou en pierre appelées croix de mission, évoquées dans l'article Missions et missionnaires par Raymond Misson.

#### Voie ferrée
Les gares SNCF les plus proches sont la gare de Lannemezan et la gare de Montréjeau - Gourdan-Polignan.

#### Aéroport
L'aéroport le plus proche est celui de Tarbes-Lourdes-Pyrénées.

## Toponymie, hydronymie, étymologie

### Nestier
Nestier signifie qui est sur la Neste, qui est de la Neste. C'est un nom pré-latin contenant l'hydronyme pré-indo-européen (p.i.e) nesta qui signifie flot. Son origine serait aquitanique ou basco-aquitaine. Il possède un suffixe prélatin obscur comme dans Visker, Vier, Allier, Uzer, Viger, etc. Sa prononciation locale avec r final sensible provient d'une ancienne finale en -rr. Nestier serait un mot de la langue primaire essentiellement orale et non écrite parlée sur notre territoire par les premiers hommes appelés non pas Gaulois mais Aquitains.

### Nestès
C'est le nom de la micro-région historique de la basse vallée de la Neste. La racine du nom est Nesta. Son hydronymie de substrat est : Neste, Nestier, Nistos. D'où certaines confusions : il est écrit parfois pagus de Nestier pour le pagus du Nestès, archiprêtré de Nestier pour l'archiprêtré de Neste ou archiprêtré du Nestès (en latin archipresbyteratus Nestezii), archidiaconé de Nestier, pour l'archidiaconé du Nestès. Il en est de même pour le Cap Nestès écrit parfois Cap Nestier ou Cap Nestes. Certains documents évoquent aussi la seigneurie du Nestès assimilée à la seigneurie de Nestier, ou bien Notre-Dame de Nestier pour Notre-Dame du Nestès (encore appelée Notre-Dame de Nouillan). Par ailleurs, pour les villages de la basse vallée de la Neste, il serait plus juste de lire Saint-Laurent-de-Nestès au lieu de Saint-Laurent-de-Neste, Saint-Paul-de-Nestès au lieu de Saint-Paul-de-Neste...
Autres appellations historiques relatives au village de Nestier mais peut-être aussi à la micro-région du Nestès : St Johan Bapt. de Nestierio (archives de Saint-Bertrand-de-Comminges - 1297) ; Nestierrium (cartulaire de Comminges - 1306) ; de Nestierio (Pouillé du Comminges - 1387) ; de Nesterio (arch. Haute-Garonne - 1401) ; Nestès (arch. de La Barthe - 1513) ; Nestiers (cartulaire de Comminges - 1572) ; Nestiez ou Nestiés (registre de notaire - 1593) ou bien encore le Nestier.

### Castéra
Ce nom serait apparu au Ve siècle lorsque les Vascons venus d'Espagne ont envahi notre région appelée depuis la Gascogne. Le mot castérar est formé avec le suffixe en ar (latin are) qui veut dire surélévation de terrain, généralement qui a supporté un oppidum pré-latin ou un château-fort ou les deux successivement. Il aurait perdu la lettre finale r pour devenir le mot que nous connaissons toujours aujourd'hui : castéra. Par ailleurs, le mot castéras est le nom donné à des manoirs fermés du XIIIe siècle, destinés surtout à la défense des terres du seigneur local, situés dans le Bordelais mais aussi dans les vallées de la Garonne et du Gers. Un nom dérivé castériou désignerait également le site d'un oppidum à l'exemple de celui d'Ozon.

### Cap de la Bielle
Ce nom signifie en gascon extrémité du village, de l'agglomération. Il a connu diverses orthographes : Cap de la Bièlle ou Cap de la Bieille sur le plan cadastral de 1831, Cap de la Bielle, Eth Cap dera Vièla (en occitan), Bout de la Vielle (en français) sur le plan de 1937, orthographes reprises aujourd'hui dans certaines cartes IGN. Ce nom désigne par ailleurs un des plus vieux quartiers de Nestier construit autour de l'intersection des deux routes de Nestier à Hautaget (actuelle D 526) et de Nestier à Bize, dans le vallon de Bouchère.
Le mot Bielle serait identique à l'écriture normalisée Viela. Il désignerait à l'origine un espace bâti en continuité, cœur du village habité par les Biélans, travailleurs d'un domaine tel que celui d'une villa par exemple. Par ailleurs, Vielle est défini dans le dictionnaire comme petite voie, accotement, l'accotement étant le renfort bilatéral d'une route ou d'une voie ferrée. Cette définition peut s'appliquer à cette route ancienne du Cap de la Bielle encore appelée chemin du Carrey (charroi).

### Marcadau
Signifie place de marché en gascon. Le quartier villageois qui porte ce nom aurait été un modeste lieu d'échange commercial au Moyen Âge situé sur l'itinéraire secondaire de Saint-Jacques de Compostelle. Nestier aurait été, en effet, un village étape pour les pèlerins comme l'attestent les deux pierres jacquaires villageoises,.

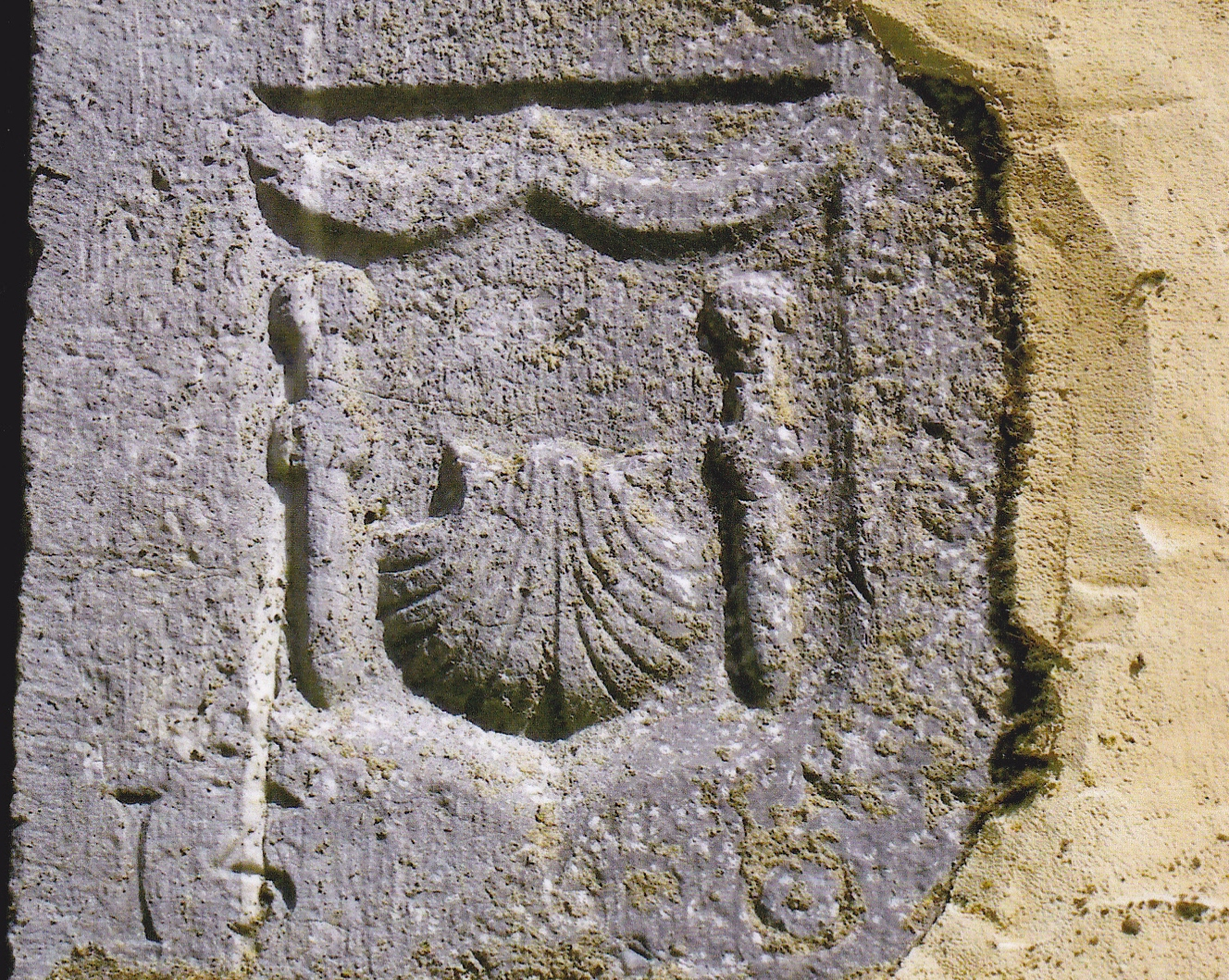
La pierre « jacquaire » datée de 1362 dans l'angle nord-ouest du mur de l'église.

### Mont-Arès
Arès est le dieu grec de la guerre et de la violence, identifié avec le dieu romain Mars, vénéré au pied de la colline villageoise selon certains auteurs locaux. Ce nom d'origine grecque n'est pas unique dans notre région : Pyrénées aurait pour racine pur, puros qui signifie le feu. Et le nom de la rivière la Neste se rapproche singulièrement du nom du fleuve de Thrace nommé  Nestos. Néanmoins, il est imprudent d'affirmer aujourd'hui que les Grecs ont bien séjourné dans notre région dans l'Antiquité. C'est même une thèse invraisemblable aux yeux de certains historiens locaux. Mais le débat reste ouvert.

### Bouchère
Vient de bouch, nom gascon qui signifie buis. Le vallon de Bouchère possède en effet de belles forêts de buis (Buxus sempervirens), espèce commune que l'on trouve dans toute l'Europe continentale et méditerranéenne.

### Artigues
Ce nom gascon très usité au Moyen Âge signifie : défrichement, terres défrichées. C'est le nom donné à un des lieux-dits villageois les plus caractéristiques sur la route de Bize. C'est également le nom donné à la section B du plan cadastral.

### Laspugue
C'est le nom dérivé du toponyme gascon spugue ou spélugue signifiant grotte. À Nestier, le chemin de Laspugue dans le quartier du Cap de la Bielle, devenu un sentier aujourd'hui, conduit à la fontaine sur les berges du ruisseau Limacourt. C'est le lieu d'une source ou résurgence auprès de laquelle a été construit un lavoir communal en 1904 et le dispositif de captage bétonné pour alimenter le village en eau potable en 1932. Ce dispositif a obstrué l'entrée d'une grotte dans laquelle on pouvait remonter aisément, sur une vingtaine de mètres, le cours de la petite rivière souterraine d'origine inconnue alimentant cette résurgence.

### Casalères
Casalères (ou cazalères) : lieu-dit regroupant des jardins cultivés par les villageois. Noms de la même famille : casal (occitan), casaou (gascon) qui signifient : jardin. Les casalères sont situées sur les mouvements de terrain nord-est/sud-est, dernières assises de la colline du Mont-Arès descendant vers la vallée de la Neste. Leur localisation et leur orientation (terrains abrités et ensoleillés) sont déterminées avec le souci permanent d'une meilleure production agricole.

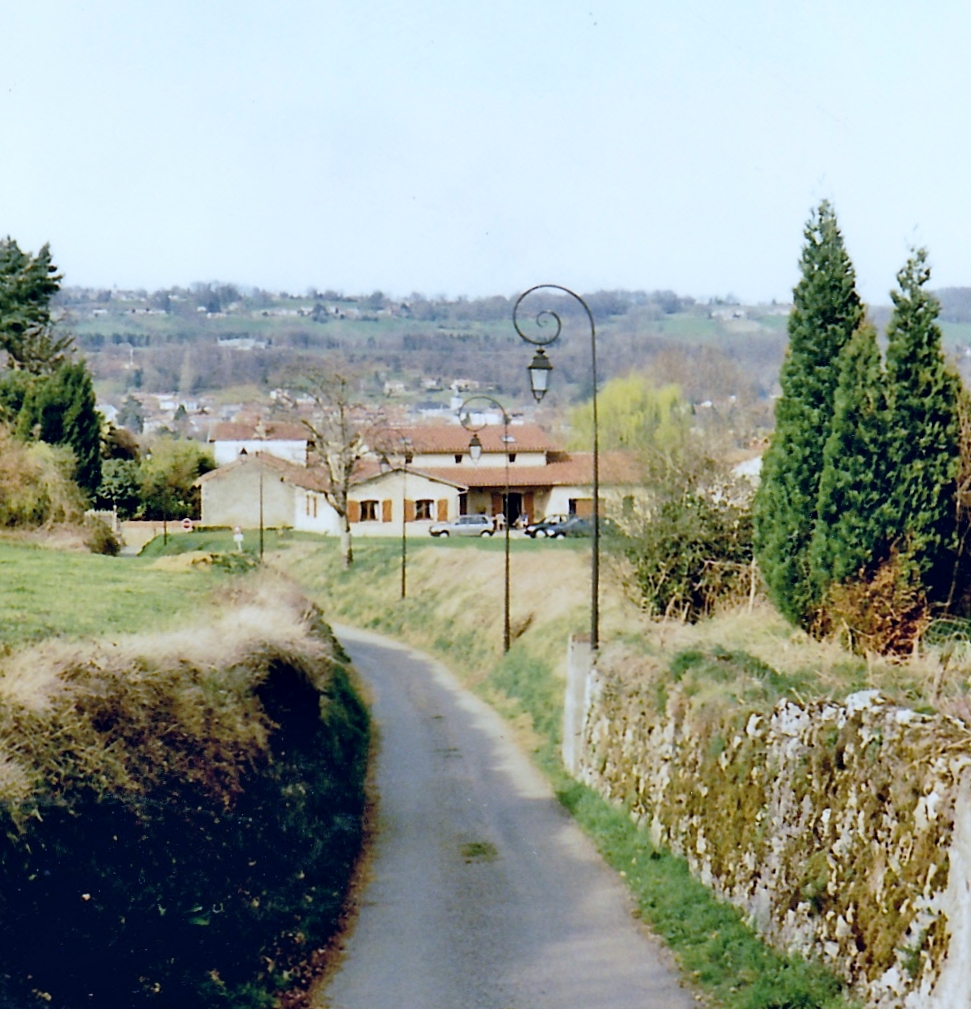
Le chemin du Carrey
au pied du Mont Arrès

### Carrau (ou Carraou)
Se prononce carraw. Nom gascon qui signifie chemin du charroi. Nom de la même famille : carrey. Au Moyen Âge, la corvée seigneuriale du charroi se traduisait par le transport de bois, de céréales ou de fourrage, sur les chemins charretiers devenus aujourd'hui les chemins ruraux. À Nestier, la Carraou relie l'entrée du village (le Castéra) au quartier de l'Ormeau et au centre-bourg. C'est une portion de la D 526. Le chemin du Carrey au pied du Mont-Arès, encore appelé aujourd'hui chemin du Mont-Arès sur une de ses sections, vient du village voisin de Bizous, traverse le Marcadau, longe les flancs sud-est de la colline du Mont-Arès et se dirige vers le col de Bouchère après avoir franchi le ruisseau Limacourt.

## Histoire

### Préhistoire
En cette période préhistorique du Paléolithique moyen (50 000 ans avant notre ère), les terres de Nestier et du vallon de Bouchère sont fréquentées par les hommes de Néandertal, des nomades qui vivent de la chasse et de la cueillette. Pour ces premiers Homo sapiens, le vallon de Bouchère est un terrain de chasse idéal, une nasse naturelle au fond de laquelle il est facile de prendre au piège les animaux sauvages,. Par ailleurs, à l'entrée du vallon, la grotte du Cap de la Bielle offre à ces chasseurs-cueilleurs un abri naturel lors des épisodes climatiques particulièrement rigoureux,,. Des vestiges de ces hommes néandertaliens sont découverts, dans les années 1960, sur les lieux mêmes de cette grotte villageoise.

### Antiquité
Une première communauté humaine s'est vraisemblablement installée, dès cette époque, dans le vallon de Bouchère,. En 1872, cinq dolmens y sont recensés assez précisément près du mont Ergé, (encore appelé Mont Marto, Mont Martel, Mont Martus, Cap Martel, Montagne du Russe) sur la commune de Montsérié, limitrophe avec les communes de Bize et Hautaget. Par ailleurs, une hache en bronze à ailerons terminaux courts (127 × 36 mm), encore appelée celt à aile, a été trouvée au début du siècle dernier au Castéra, témoignant de l'occupation humaine de la région à cette période de l'âge du bronze,. En 1872, dans le quartier de La Hounte, un villageois découvre des vestiges d'un cimetière gaulois. À noter également la présence de deux tumuli qui barraient le passage de la Neste entre Nestier et Saint-Laurent-de-Neste. Par ailleurs, les terres villageoises seraient un oppidum, l'oppidum principal de la peuplade pré-romaine qui vivait dès les premiers temps dans cette contrée. Le site du village serait donc un des plus anciens de la basse vallée de la Neste comme l'écrivent certains auteurs locaux.

### Moyen Âge

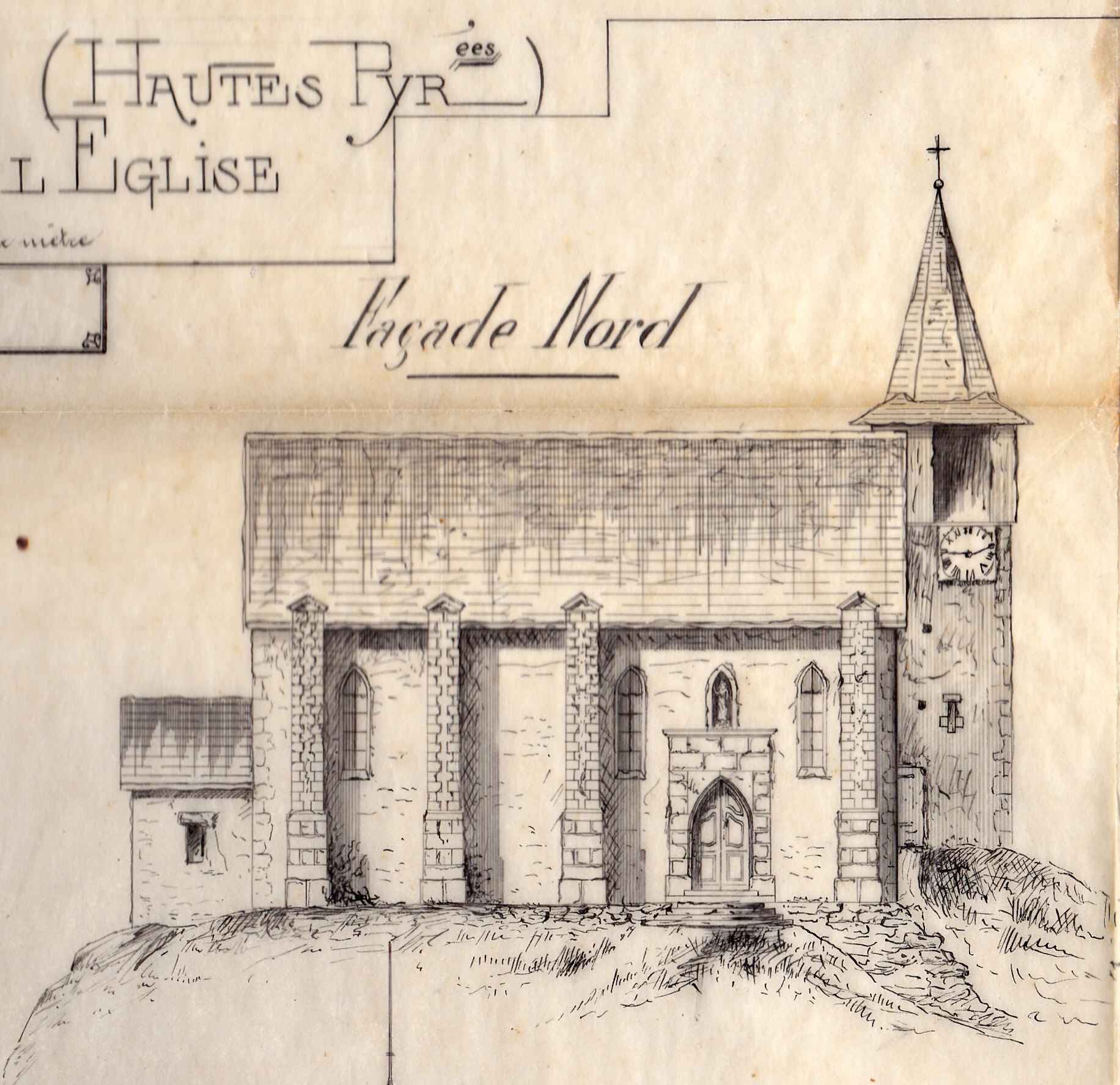
Croquis de l'église, façade nord, avant sa restauration en 1901.

Au XIIIe siècle, les terres de Nestier appartiennent à cette grande province de Guyenne, ancienne Aquitaine, qui englobe par ailleurs la Gascogne. À la frontière du comté de Bigorre et du comté de Comminges, appartenant au diocèse du Comminges et à la vicomté de La Barthe-de-Neste jusqu'en 1398 puis au Comté d'Armagnac jusqu'à sa disparition en 1473, le village est situé dans le Pays des Quatre-Vallées : Magnoac, Aure, Neste et Barousse, encore appelé pays d'Aure par certains auteurs locaux. Il s'agit ici du pays géographique auquel s'appliquent depuis 1300 Les Coutumes Générales instaurées par Bernard de Labarthe, appelé aussi Bernard de Comminges, et non du pays administratif qui allait voir le jour quelques siècles plus tard sous le nom de Pays d'État des Quatre-Vallées encore appelé République des Quatre-Vallées.
Nestier est un village étape sur le Chemin du piémont pyrénéen, itinéraire de Saint-Jacques-de-Compostelle.
La famille seigneuriale la plus connue à cette période est celle des d'Arcizas.

### Époque moderne
En cette période du Petit Âge glaciaire particulièrement rude, faite de froid intense et de famines, Nestier est une seigneurie aux frontières des Pays d'états des Quatre-Vallées et du Nébouzan et des Pays d'élection du Comminges et de Rivière-Verdun. Elle est située plus précisément dans l'enclave de Saint-Bertrand-de-Comminges qui comprend 17 autres communautés, au sein de la châtellenie de Montréjeau, jugerie de Rivière, une circonscription administrative dont les limites ont été fixées sous Louis XI, au XVe siècle,.
Le seigneur de Nestier le plus connu est Louis de Cazaux (1684-1754), écuyer cavalcadour de la Grande Ecurie du roi Louis XV.

### Époque contemporaine

#### Révolution française
En décembre 1789, le canton de Nestier est créé. Il appartient au district de la Neste ou des Quatre-Vallées, dont le chef-lieu est La Barthe. Deux ans plus tard, en 1791, il est scindé en deux. C'est ainsi que le canton de Saint-Laurent-de-Neste est créé. Ce découpage géographique tient compte des difficultés de circulation entre les deux rives de la Neste lors des mauvaises conditions météorologiques. En effet, la rivière connaît des crues violentes qui emportent fréquemment les ponts traditionnels en bois sur pilotis. Il est donc décidé qu'il y aurait un canton de part et d'autre de la Neste. Dix ans après, alors que la Constitution de l'an VIII remplace les districts par les arrondissements beaucoup plus vastes, le canton de Saint-Laurent-de-Neste est supprimé.

#### Après la Révolution
Pendant quatre-vingts ans, Nestier est donc chef-lieu de canton, jusqu'au 2 avril 1870 date à laquelle l'empereur Napoléon III ordonne le transfert du chef-lieu de justice de paix à Saint-Laurent-de-Neste. Cette période sera marquée par une lutte acharnée entre les deux collectivités, faite de batailles juridiques, d'interventions de notables influents au plus haut niveau de l'État et de l'engagement de deux personnalités villageoises : M. Dutrey, maire, et l'abbé Béjottes, curé de la paroisse. Ces événements sont précisés dans le document de M. La Plagne Barris. Dans cette même période, les villageois construisent le Calvaire du Mont-Arès, sous l'impulsion de l'abbé Béjottes, curé de la paroisse.

#### Entre-deux-guerres

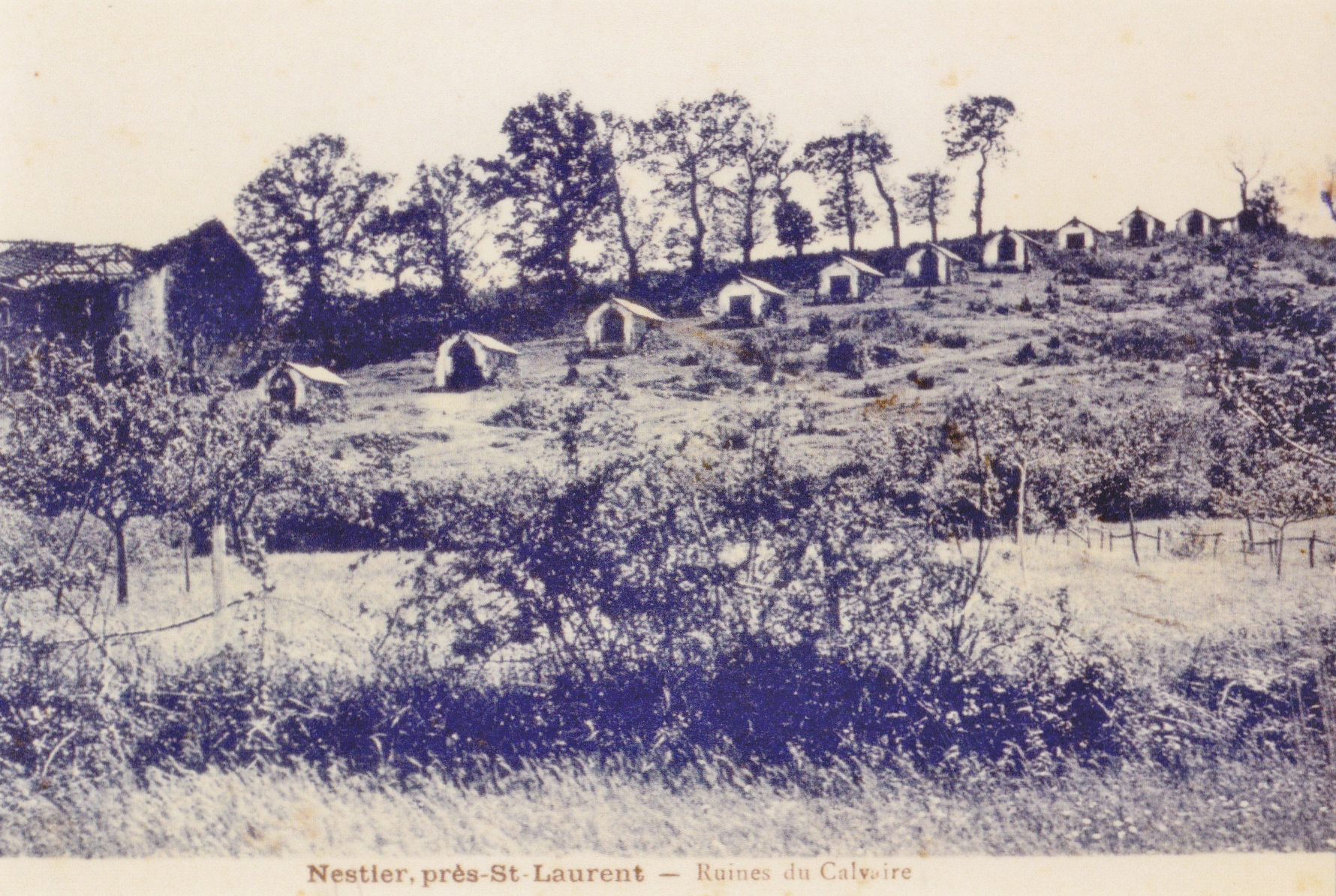
Le Calvaire du Mont-Arès en ruines dans les années 1920.

Après la terrible épreuve de la Grande Guerre, la vie reprend son cours progressivement malgré les traumatismes et les souffrances évoqués régulièrement. Dans les années 1920-1930, le village connaît des progrès sensibles : l'eau courante et l'électricité arrivent dans chaque maison, les premiers postes de radio équipent certains foyers, les lavoirs et les abreuvoirs municipaux facilitent la vie quotidienne.

#### Fin duXXesiècle

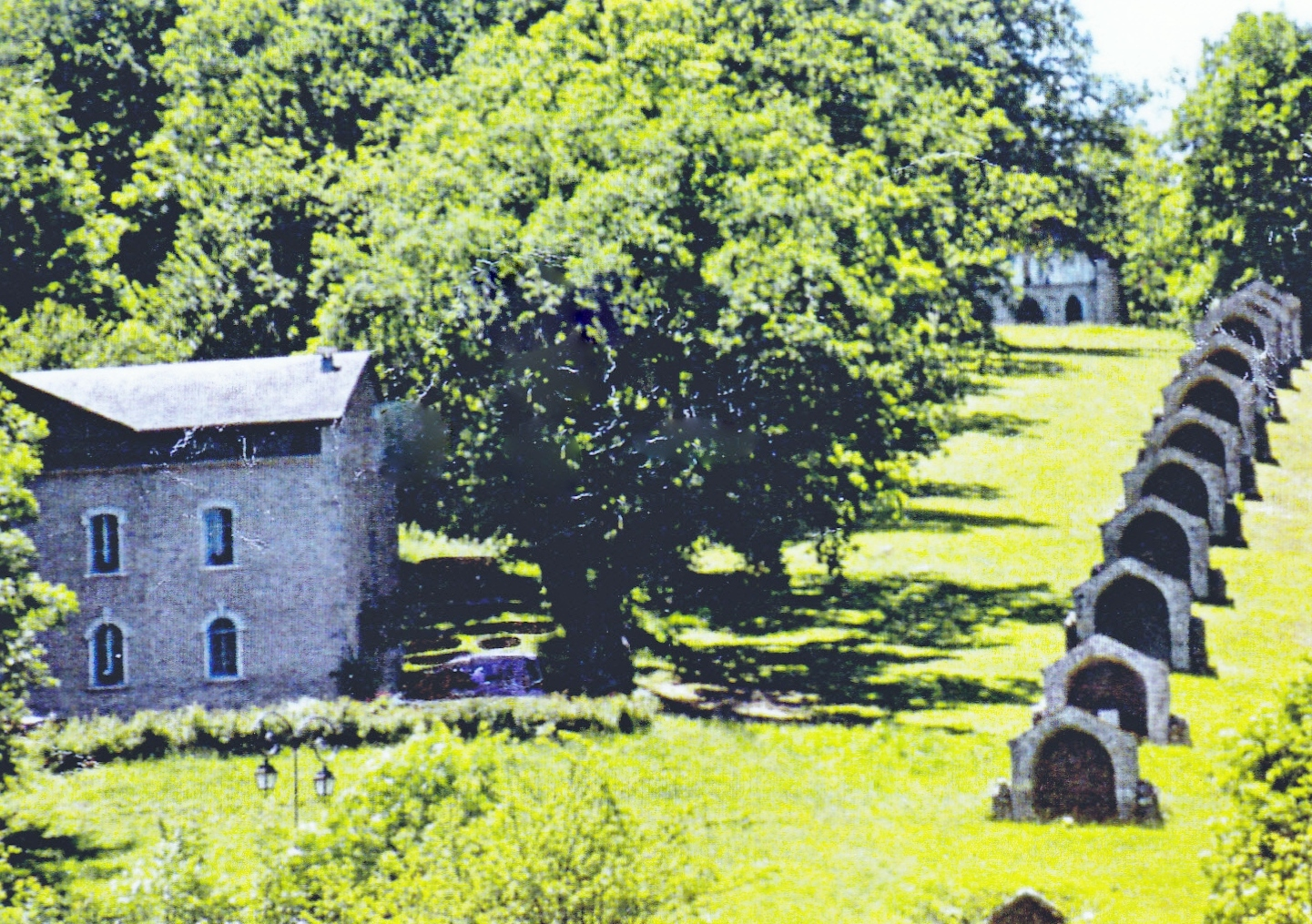
Le Calvaire restauré dans les années 1990.

Les dernières décennies du XXe siècle voient la démographie villageoise baisser : les fermes disparaissent progressivement alors que certaines maisons se ferment ou se transforment en résidences secondaires. Les années 1960-1970 confirment l'amplification de ce mouvement. Malgré ce phénomène, la communauté villageoise reste forte : les années 1980-1990 verront la reconstruction du Calvaire du Mont-Arès avec ces mêmes élans de générosité et de solidarité qu'avait certainement connus le village un siècle auparavant.

#### XXIesiècle
Après la reconstruction du calvaire du Mont-Arès, les années 2000 voient, sur le territoire villageois, la réalisation d'une baignade biologique encore appelée piscine naturelle.

## Politique et administration

### Administration municipale
Le nombre d'habitants au dernier recensement étant compris entre 100 et 499, le nombre de membres du conseil municipal est de onze.
Un seul bureau de vote est organisé lors des élections dans la salle de réunion dite « salle Raymond Castéran » où se déroulent les réunions du conseil municipal.
Certaines archives communales sont conservées en mairie, d'autres sont déposées aux Archives départementales des Hautes-Pyrénées.

### Liste des maires
La commune a connu des périodes de progrès significatives sous l'impulsion des maires qui ont servi la collectivité avec dévouement. Parmi eux, M. Jean-Pierre Refouil (encore écrit Refouilh) est le premier maire de la commune après la Révolution ; M. Portes : maire de Nestier alors que la commune est chef-lieu de canton ; M. Dutrey, acteur principal dans "l'Affaire du transfert du chef-lieu de canton" et dans la construction du Calvaire du Mont-Arès ; M. Antoine Claverie ; M. Auguste Refouil ; Mme Hélène Castéran qui a mené à bien la restauration du Calvaire du Mont-Arès au cours de ses trois mandats successifs.

### Rattachements administratifs et électoraux

#### Intercommunalité
Nestier appartient à la communauté de communes Neste Barousse créée en 2017, rassemblant 43 communes, et au canton de la Vallée de la Barousse créé en 2015 rassemblant 52 communes (avant le redécoupage départemental de 2014, Nestier faisait partie de l'ex-canton de Saint-Laurent-de-Neste). Le bureau centralisateur, anciennement chef-lieu de canton, est situé à Lannemezan. Nestier appartient également au Pays des Nestes, un des cinq Pays du département des Hautes-Pyrénées, créé en 2004 et devenu aujourd'hui Pôle d'équilibre territorial et rural (PETR) du Pays des Nestes.

#### Juridictions compétentes
Les juridictions compétentes pour la commune sont situées pour la plupart dans le département des Hautes-Pyrénées mais aussi dans les départements des Pyrénées-Atlantiques et de la Gironde. Elles sont au nombre de 10 : Conseil de prud'hommes de Tarbes, Cour administrative d'appel de Bordeaux, Cour d'appel de Pau, Cour d'assises des Hautes-Pyrénées, Service d'accueil unique du justiciable de Tarbes, tribunal paritaire des baux ruraux de Tarbes, tribunal administratif de Pau, tribunal de commerce de Tarbes, tribunal judiciaire de Tarbes, tribunal pour enfants de Tarbes.

#### Syndicats et conseils territoriaux
La commune de Nestier est rattachée aux structures ou services suivants :
- Syndicat départemental d'énergie des Hautes-Pyrénées (SDE 65)[93] : aménagement, entretien et travaux relatifs aux installations de l'éclairage public communal.
- Syndicat intercommunal d'alimentation en eau potable de l'Arize-Nistos[94] : alimentation en eau potable de la commune.
- Service départemental d'incendie et de secours (SDIS 65)[95] avec son centre de secours de Lannemezan renforcé éventuellement par celui de Montréjeau : assurer les missions de secours auprès de la commune. Depuis 2017, la communauté de communes Neste-Barousse a pris en charge la compétence « SDIS ».
- Syndicat mixte de collecte et de traitement des ordures ménagères (SMECTOM) du Plateau de Lannemezan, des Nestes et des Coteaux[96] : établissement public de coopération intercommunale (EPCI) chargé de la collecte et du traitement des déchets.
- Syndicat mixte de traitement des déchets ménagers et assimilés des Hautes-Pyrénées (SMTD 65)[97] : compétence « traitement des déchets ménagers ».
- Conseil d'architecture, d'urbanisme et d'environnement des Hautes-Pyrénées (CAUE 65)[98] : le site du Calvaire du Mont-Arès, inscrit à l'inventaire supplémentaire des Monuments historiques, impose au bâti villageois un périmètre de protection avec des contraintes architecturales particulières.

### Politique environnementale
La collecte et le traitement des déchets des ménages et des déchets assimilés ainsi que la protection et la mise en valeur de l'environnement se font dans le cadre de la communauté de communes Neste Barousse.
La déchetterie située sur le territoire de Nestier est gérée par le syndicat mixte de collecte et de traitement des ordures ménagères (SMECTOM) du Plateau de Lannemezan, des Nestes et des Coteaux.

### Finances locales
Le budget de la commune est voté tous les ans au printemps. Il comprend une section fonctionnement et une section investissement. Chaque section présente un poste recettes et un poste dépenses. Le budget est adopté en équilibre.

## Population

### Démographie
L'évolution du nombre d'habitants est connue à travers les recensements de la population effectués dans la commune depuis 1793. Pour les communes de moins de 10 000 habitants, une enquête de recensement portant sur toute la population est réalisée tous les cinq ans, les populations de référence des années intermédiaires étant quant à elles estimées par interpolation ou extrapolation. Pour la commune, le premier recensement exhaustif entrant dans le cadre du nouveau dispositif a été réalisé en 2006.

En 2022, la commune comptait 203 habitants, en évolution de +27,67 % par rapport à 2016 (Hautes-Pyrénées : +1,59 %, France hors Mayotte : +2,11 %).
| 1793 | 1800 | 1806 | 1821 | 1831 | 1836 | 1841 | 1846 | 1851 |
| ---- | ---- | ---- | ---- | ---- | ---- | ---- | ---- | ---- |
| 410  | 453  | 464  | 462  | 561  | 601  | 639  | 648  | 599  |

| 1856 | 1861 | 1866 | 1872 | 1876 | 1881 | 1886 | 1891 | 1896 |
| ---- | ---- | ---- | ---- | ---- | ---- | ---- | ---- | ---- |
| 563  | 579  | 579  | 526  | 513  | 542  | 530  | 437  | 543  |

| 1901 | 1906 | 1911 | 1921 | 1926 | 1931 | 1936 | 1946 | 1954 |
| ---- | ---- | ---- | ---- | ---- | ---- | ---- | ---- | ---- |
| 509  | 446  | 327  | 260  | 270  | 269  | 247  | 208  | 178  |

| 1962 | 1968 | 1975 | 1982 | 1990 | 1999 | 2006 | 2011 | 2016 |
| ---- | ---- | ---- | ---- | ---- | ---- | ---- | ---- | ---- |
| 186  | 228  | 189  | 180  | 196  | 165  | 171  | 161  | 159  |

| 2021 | 2022 | - | - | - | - | - | - | - |
| ---- | ---- | - | - | - | - | - | - | - |
| 186  | 203  | - | - | - | - | - | - | - |

### Sociologie villageoise
Les années 1950-1960 voient la société villageoise basculer vers une société plus ouverte marquée par le progrès technologique, dans un environnement de plus en plus globalisé. La désindustrialisation du plateau de Lannemezan, au cours des dernières décennies du XXe siècle, va accélérer un processus d'exode rural avec comme conséquence le déclin de l'agriculture et des agriculteurs, la double activité « ouvrier-paysan » ou « infirmier-paysan » disparaissant progressivement. En outre, dès ces années 1950-1960, le groupe familial villageois qui était jusque-là « tiré vers l'extérieur » par les activités solidaires, qu'elles aient été agricoles ou festives, va se « retirer progressivement dans sa demeure ». Ce sera une conséquence directe de la modernisation de l'agriculture au cours des dernières décennies du XXe siècle. Cette période, marquée par le rendement et la rentabilité, verra se dissoudre progressivement les liens d'entraide et de solidarité qui avaient prévalu au cours des siècles dans le monde rural.

### Manifestations culturelles et festivités

#### Traditions
Les coutumes, les légendes et les croyances villageoises s'inscrivent tout naturellement dans la mythologie pyrénéenne et le panthéon pyrénéen.

#### Jumelages
Possibilités de jumelages :
- avec la commune d'Aspet, le fil rouge étant la vie et l'œuvre de André Bouéry[105], poète gascon et figure du félibrige régional, originaire du village d'Aspet, marié à une Nestéenne et reposant dans le cimetière de Nestier ;
- avec la commune de Raynaude[106], commune du Mas-d'Azil dans le département de l'Ariège, le fil rouge étant le chemin de croix de Raynaude et le Calvaire du Mont-Arès ;
- avec le Val d'Aran[107], le fil rouge étant la figure emblématique de François de Saint-Paul, seigneur de Nestier et dernier gouverneur du Val d'Aran appelé « le Maréchal de Nestier, gouverneur des armes d'Aran pour la France» ;
- avec l'École nationale d'équitation[108] (ENE : le Cadre noir à Saumur), le fil rouge étant Louis de Cazaux, dernier seigneur de Nestier, écuyer cavalcadour de Louis XV et grand maître de l'École de cavalerie de Versailles au XVIIIe siècle.

### Enseignement
Nestier fait partie de l'académie de Toulouse. La commune ne dispose plus d'établissement scolaire, fermé depuis 1986.
L'école maternelle la plus proche est celle d'Aventignan. l'école primaire et le collège sont situés à Saint-Laurent-de-Neste.

### Sports
- Activités aquatiques de loisirs pratiquées à la baignade biologique villageoise[89].
- Randonnées pédestres pratiquées sur le chemin du Piémont pyrénéen GR 78[110] qui traverse Nestier.
- Randonnées pédestres pratiquées au sein de l'association locale La ronde des Nestes.
- Rando-découverte culturelle et pédagogique de Nestier dans le vallon de Bouchère[111], activité support des Journées du patrimoine de pays en juin et des Journées européennes du patrimoine en septembre.
- Activités dans les infrastructures sportives du centre villageois CCAS (Caisse centrale des activités sociales) des industries électriques et gazières.
- Lieu de passage du Tour de France (Dernier passage : 12e étape du Tour de France 2022).
- pêche, chasse, pétanque

### Associations
Les associations villageoises et leurs domaines d'activité sont les suivants : foyer rural de Nestier : activités festives villageoises ; association Solidaires pour l'environnement de Nestier (ASPEN) : défense de l'environnement du village de Nestier ; association « Renaissance du Mont-Arès » : activités culturelles et patrimoniales ; association « Le Secours populaire» : village d'enfants « Copains du Monde »(avec le support et le soutien du centre aéré de la Caisse centrale des activités sociales des industries électriques et gazières de Nestier) ; association « Moro-Sphinx » : pratique de la gymnastique holistique ; HelloAsso (entreprise solidaire d'utilité sociale) et « Pomegranate Sounds » (association domiciliée à Villeneuve-Lécussan - 31580) pour l'organisation du festival local « Nestival » à la baignade biologique villageoise « Les Ôcybelles ».

### Santé

#### Hôpitaux
Les hôpitaux les plus proches de Nestier sont les suivants :  Centre Hospitalier de Lannemezan (médecine, chirurgie et urgences, santé mentale adulte et pédopsychiatrie, service gériatrie et personnes âgées, médico-social, réhabilitation handicap, plateau médico-technique, centre d'alcoologie, centre de radiologie) ; Centre Hospitalier Comminges Pyrénées de Saint-Gaudens.

#### Structures d'aides à la personne
La maison départementale de solidarité (site des Coteaux Lannemezan-Neste-Barousse) apporte une aide aux villageois dans les domaines de protection de l'enfance, de soutien aux parents, de santé et de prévoyance, d'insertion, de handicap, de maintien à domicile ; la maison départementale des personnes handicapées (MDPH) accompagne les villageois dans les actions pour l'égalité des droits et des chances, la participation et la citoyenneté des personnes handicapées ; les structures départementales de prévention et protection des familles et des enfants répondent aux besoins des villageois dans les domaines de prévention et de protection.

### Médias
Les informations liées à Nestier sont publiées dans les quotidiens La Dépêche du Midi et La Nouvelle République des Hautes-Pyrénées. A ces deux quotidiens s'ajoutent trois hebdomadaires : La Semaine des Pyrénées, Le Petit Journal et La Gazette du Comminges ces deux derniers étant des hebdomadaires locaux du Comminges. Un bulletin interparoissial trimestriel appelé L'Écho de Neste-Barousse relate encore les événements marquants de la vie des paroisses de la basse vallée de la Neste et de la Barousse grâce à l'engagement et au dévouement des correspondants locaux bénévoles.
- Historique de L'Écho de Neste-Barousse

Vecteur de la pastorale, le bulletin assure dès les premières années un lien écrit auprès des missions catholiques locales en présentant la vie des paroisses de la basse vallée de la Neste et de la Barousse. Le bulletin est nommé La Neste en 1920, Bulletin Paroissial - Échos de la Neste en 1930. Après un arrêt de parution, il prend le nom de La Neste de 1942 à 1944 et contient une série d'articles sur l'histoire du village de décembre 1943 à avril 1944. En 1947, le bulletin devient L'Écho de la Neste. Puis en 1991, il prend le nom de L'Écho de Neste-Barousse.

### Cultes
En 2020, Nestier appartient à l'ensemble paroissial de Lannemezan qui compte 57 paroisses. Cet ensemble ressort du doyenné de Lannemezan, un des 6 doyennés du diocèse de Tarbes et Lourdes.
- Historique de la paroisse catholique

Dès son avènement, la paroisse de Nestier appartient au diocèse de Comminges connu dès le IVe siècle et supprimé définitivement en 1801, le siège de l'évêché étant situé jusque-là à Saint-Bertrand-de-Comminges. Elle relèvera ensuite du diocèse de Tarbes lors du rétablissement du siège épiscopal pour le département des Hautes-Pyrénées en 1822.
À l'occasion du recensement de 1387, dans l'archiprêtré de la Neste dévasté par l'épidémie de la peste noire, la paroisse voit disparaître son annexe Buret décimée par le terrible fléau. Selon une hypothèse non vérifiée, les rares survivants de cette annexe, située à l'ouest de Nestier selon certains auteurs locaux, se seraient réfugiés sur les collines voisines formant ainsi les premières communautés villageoises de Hautaget et du hameau de Bouchère. Une hypothèse plus crédible précise que Buret était située géographiquement près du village de Lombrès qui compte aujourd'hui sur son territoire un lieu-dit du même nom. Ce dernier est déjà cité comme annexe de Nestier dans le registre paroissial de 1673.
Selon certains auteurs locaux, le futur pape Urbain VI (pape de 1378 à 1389) aurait été curé de Nestier au cours d'une période de formation initiale, pour un prêtre, au sein d'une paroisse du sud de la France après des études à Avignon.
En 1788, la paroisse est une cure. Elle appartient à l'archiprêtré de Montoussé et à l'archidiaconé d'Aure. Elle compte deux annexes : Montégut et Lombrès. Le curé a pour nom Pomian. Il est aussi secrétaire de l'évêché. Les deux vicaires sont : Dore pour l'annexe de Montégut (il est également régent) et Dufo pour l'annexe de Lombrès.
Quelques décennies plus tard, le décret impérial du 30 décembre 1809 instaure les principes de fonctionnement des fabriques. En 1909, les biens de la fabrique de l'église paroissiale sont attribués au bureau de bienfaisance villageois, la mense succursale, quant à elle, présentant un inventaire vide.

## Économie
Jusqu'au milieu du XXe siècle, l'économie villageoise est caractérisée par l'autoconsommation des ménages grâce à une polyculture de subsistance diversifiée et adaptée à l'espace géographique villageois, et à la nature des sols. Le principe essentiel est de se suffire à soi-même en ne consommant que ce que l'on produit, dans le cadre d'une sociabilité fondée sur l'entraide et la solidarité. La modernisation de l'agriculture, au cours des dernières décennies du XXe siècle, va modifier radicalement les rapports sociaux et les critères économiques villageois. Cette « révolution agricole » va s'opérer autour de trois axes majeurs : la mécanisation, l'utilisation de produits de synthèse comme les engrais chimiques ou les produits de défense des cultures, et le développement des produits agronomiques encore appelés le « pétrole vert » des années 1980. Cette nouvelle ère sera marquée par le rendement et la rentabilité. Les restructurations territoriales du début du XXIe siècle vont accentuer encore cette évolution.

### Zone d'emploi et bassin de vie
Aujourd'hui, la commune appartient à la zone d'emploi de Tarbes - Lourdes et au bassin de vie de Montréjeau. Par ailleurs la commune fait partie de l'aire d'attraction de Lannemezan, dont elle est une commune de la couronne.

### Revenus et fiscalité
Les données sont précisées par l'INSEE dans ses documents de référence publiés officiellement.

### Emploi
Les données sont précisées par l'INSEE dans ses documents de référence publiés officiellement et par certains organes spécialisés.

## Culture locale et patrimoine

### Lieux et monuments

#### Mairie
La mairie est construite en 1832 sous le mandat du Dr Portes, maire de Nestier, le village étant alors chef-lieu de canton. La salle officielle est à la fois le siège du tribunal de justice de paix (1832-1870), le lieu de réunion du Conseil municipal (jusqu'en 2010) et aujourd'hui encore le lieu de cérémonies civiles (mariages, parrainages républicains). La pièce voisine deviendra dès 1832 la première salle de classe publique communale. Cette même pièce deviendra encore dans les années 1960 la salle du foyer des jeunes de Nestier (FJN) dans laquelle les ados villageois, une trentaine de baby boomers, vivront passionnément leurs années "sixties". Cette même salle sera reconvertie dans les années 1980 en un secrétariat de mairie qui sera transféré en 2010 au rez-de-chaussée du bâtiment "École de Garçons".
Le blason de la commune datant de la IIIe République trône dans la salle officielle.

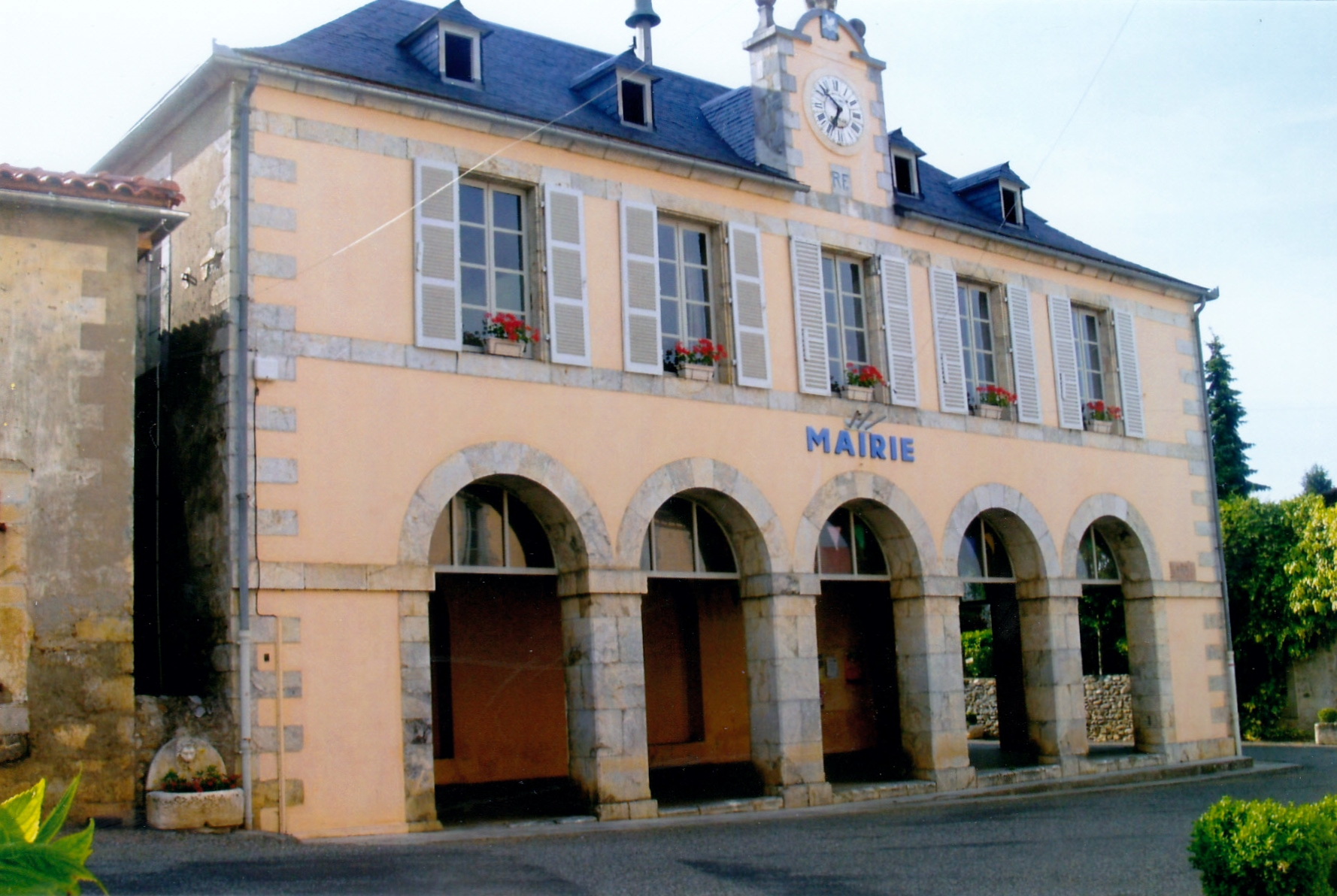
La mairie aujourd'hui.

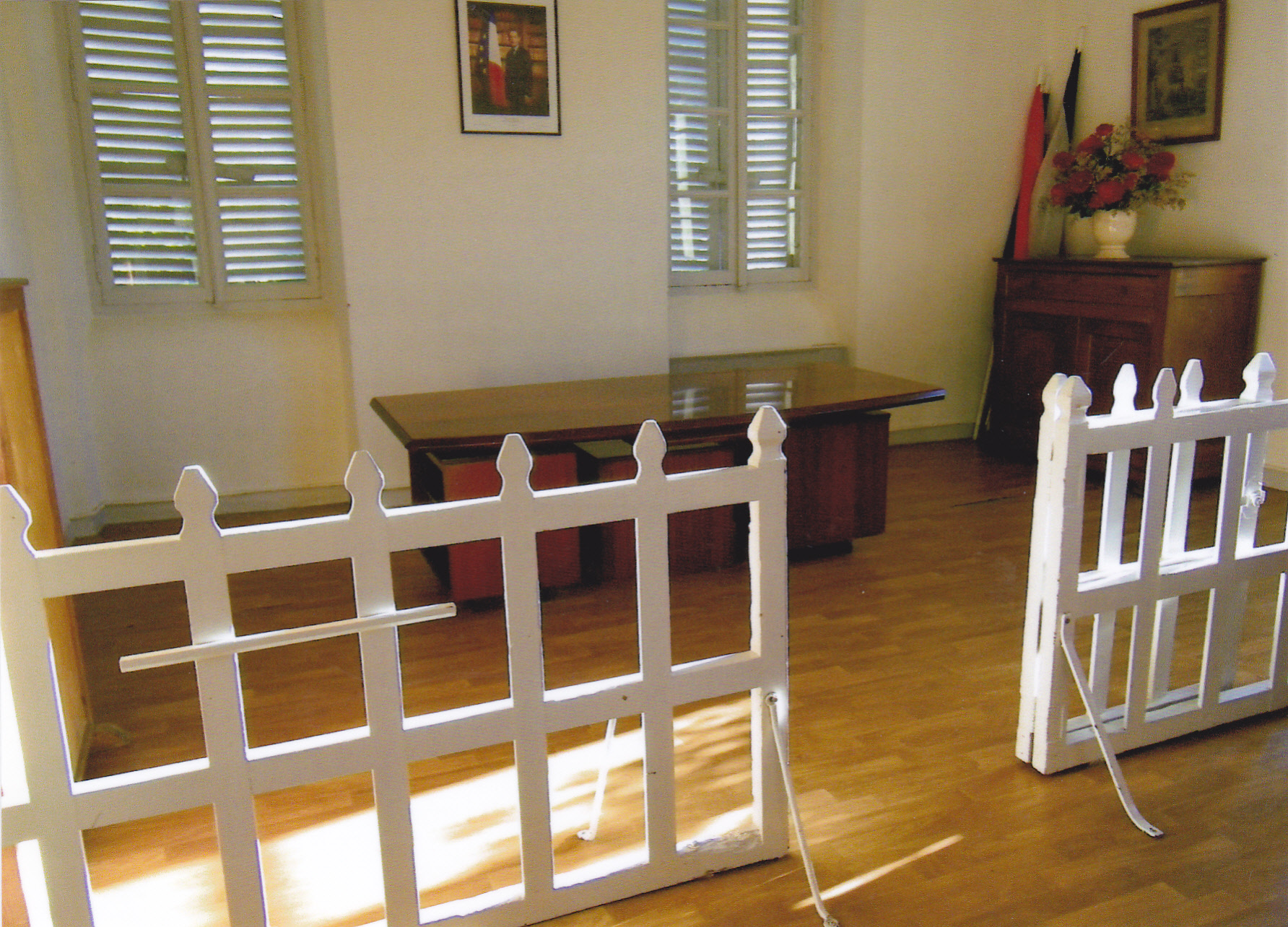
La barrière du tribunal de justice de paix (1850).

#### Écoles
S'ajoutant à la classe publique aménagée à l'étage de la mairie dès 1832, une école de filles est établie en 1847. Une institution privée appelée Institution Portes, regroupant une école maternelle et un établissement d'enseignement primaire et secondaire, est créée en 1850 par les frères Portes (le maire-médecin et le poète-professeur, aidés par leurs oncles) dans l'établissement appelé Couvent, dans le quartier de l'Ormeau. Un règlement intérieur, appelé prospectus, précise l'organisation du pensionnat qui accueille des élèves du canton, l'un d'entre eux étant par ailleurs l'acteur d'un fait divers croustillant appelé tentative de saut en parachute. Deux décennies plus tard, cet établissement devient une annexe du couvent de Cantaous, maison-mère des sœurs de Saint-Joseph de Tarbes. L'institution Portes fermera définitivement en 1903 à la suite du décret de fermeture des établissements occupés par les sœurs de Saint-Joseph, l'école maternelle étant malgré tout maintenue. En 1903 encore, sont créées les écoles publiques de filles et de garçons dans le bâtiment face à la mairie, sous le mandat de M. Claverie, maire,. C'est en 1924 que les écoles publiques de filles et de garçons fusionneront. L'école communale mixte se situera désormais dans le bâtiment appelé École de Garçons jusqu'à sa fermeture définitive en 1986.
Aujourd'hui, le rez-de-chaussée de ce bâtiment abrite le secrétariat de la mairie et une salle de réunion communément appelée « Salle Raymond Castéran », nom du maire ayant assuré en 2009 - 2010 les travaux de restauration utiles et indispensables de cet espace public respectant les normes d'accessibilité.

#### Église Saint-Jean-Baptiste

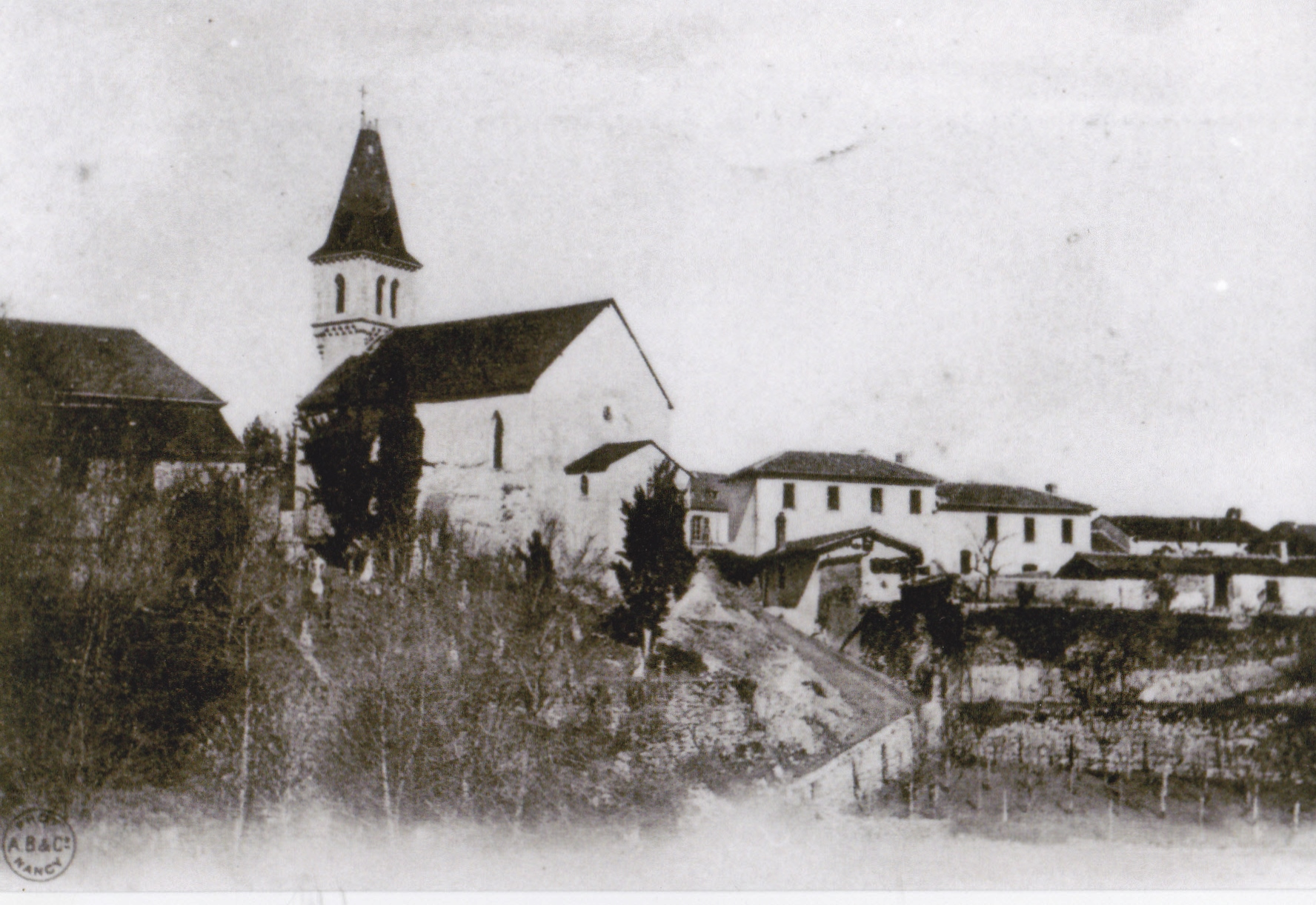
L'église restaurée et le vieux cimetière au début du XXe siècle.

L'église normalement orientée présente un plan rectangulaire avec quelques éléments d'inspiration néo-gothique. Elle a connu diverses restaurations au cours des siècles passés. La première remonte à 1791 et les parties nord et ouest de l'édifice actuel ont été particulièrement remaniées en 1901. Elle serait construite sur l'emplacement d'une ferme « aquitano-romaine » (villa rustica) et sur les lieux d'un autel votif dédié à Ergé, divinité locale,. Cet endroit aurait vu également l'édification de la chapelle moyenâgeuse du château Eth Castérot, sépulture des derniers seigneurs de Nestier,. La tour ou le donjon, dominant et protégeant le village, serait devenu le clocher actuel après les diverses restaurations connues.
Aujourd'hui, l'église abrite le retable Notre-Dame daté du XIXe siècle ainsi qu'un chemin de croix de quatorze stations composées de bas-reliefs en bronze.

#### Cimetière
Le vieux cimetière qui jouxte l'église a été désaffecté à la fin du XIXe siècle. Il reste à ce jour un lieu de mémoire contenant encore des sépultures bien visibles et des pierres tombales dispersées. Le nouveau cimetière, édifié et agrandi simultanément au début du XXe siècle, se trouve dans le quartier de La Hounte.

#### Monument aux morts[144]
Le monument est édifié en 1927 selon le modèle de l'obélisque. Il porte une sculpture remarquable du Poilu souriant réalisée en haut-relief. Un rameau de chêne et un rameau de laurier ornent le buste du soldat. Au-dessous, la Croix de guerre 1914-1918 (France) évoque la bravoure et l'héroïsme des villageois morts pour la France. Sur le socle, sont inscrits les noms des héros tombés au champ d'honneur au cours des trois conflits : La Grande Guerre : 19 tués ou disparus, la Seconde Guerre mondiale : 2 disparus dans les camps de la mort et la guerre d'Indochine : 2 morts.

#### Calvaire du Mont-Arès
Édifié dans les années 1860-1870. Laissé à l'abandon dans l'Entre-deux-guerres. Restauré dans les années 1980-1990. Inscrit à l'Inventaire supplémentaire des Monuments Historiques.

#### Lavoirs et abreuvoirs

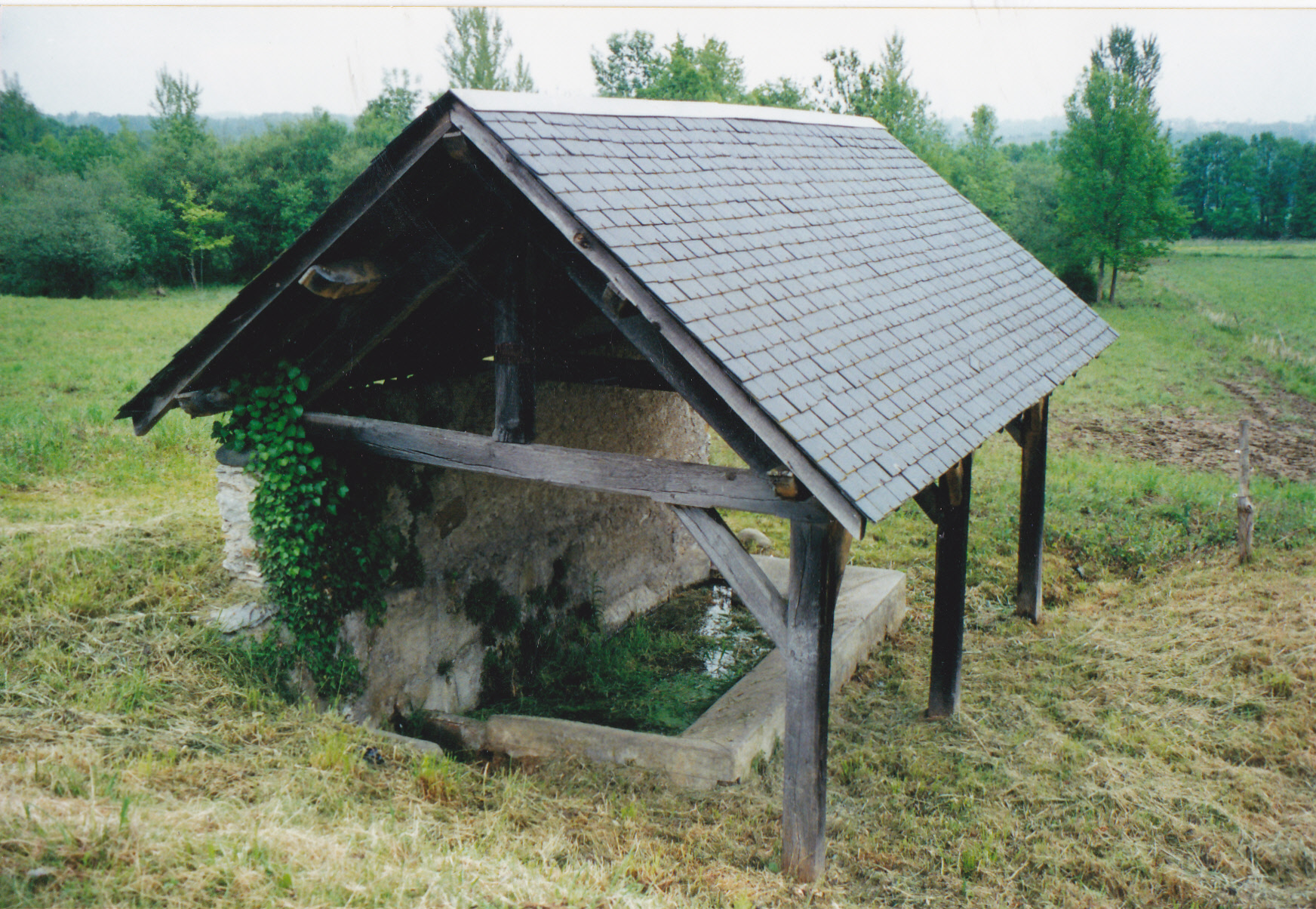
Le lavoir de « la Hounte ».

Les lavoirs étaient autrefois au nombre de 4 : 2 dans le quartier du Cap de la Bielle (le premier au bord du ruisseau Limacourt, le second sur la départementale au carrefour des routes de Bouchère et Hautaget, couplé à un abreuvoir), 1 à proximité du bâtiment École de Filles (couplé à un abreuvoir), 1 dans le quartier de la Hounte à proximité du cimetière. Aujourd'hui, ce dernier, alimenté par une source d'eau naturelle, est le seul à être encore dans sa configuration originale.
Les abreuvoirs étaient au nombre de 5, juxtaposés pour la plupart à un lavoir. Aujourd'hui, pour des raisons de sécurité, ils ne sont plus alimentés en eau. Ils sont devenus de grandes vasques fleuries.

#### Moulin
Dans l'Ancien Régime, le moulin banal est la propriété des seigneurs de Nestier,. Il est situé au lieu-dit Comarolles selon certains auteurs locaux, sur le petit canal latéral de la Neste qui rejoint la rivière près du pont de Saint-Laurent-de-Neste et dont la prise d'eau se trouve au lieu-dit Capon. En 1628, il est la propriété de la famille seigneuriale « de Saint-Paul ». Appelé ensuite au XIXe siècle Moulin de M. Camon, sa localisation est précisée dans le plan cadastral de 1831. Au XIXe siècle, ce vieux moulin désaffecté serait devenu, grâce à une installation rudimentaire, une source d'énergie électrique pour la briqueterie de Saint-Laurent-de-Neste incendiée peu après. Il aurait servi également, dans la même période, à l'alimentation électrique du village.
Aujourd'hui, le bâtiment appelé Moulin de Nestier est situé sur la départementale 75 face à la baignade biologique. Il bénéficie d'une alimentation en eau grâce à un autre canal de dérivation de la Neste. Sa construction date certainement du XIXe siècle. Il a été en fonction jusque dans les années 1950.

#### Habitat historique
Nestier a eu trois châteaux différents selon les époques : le château primitif le Castéra, le château du Moyen Âge ou château fort sur motte appelé Eth Castérot et le château moderne Eth Castèth. Ils ont marqué la période relative à la seigneurie de Nestier.

### Héraldique
| Blason | Blasonnement : D'azur à un cygne d'argent nageant sur une rivière du même, ondée de quatre filets du champ. |

Le premier blason de Nestier porte un merle blanc sur champ d'azur attribué aux ancêtres de Raymond d'Arcizas. Ceux-ci, originaires de la vallée d'Aure, s'étaient illustrés dès le XIe siècle dans les guerres contre les Sarrazins.
Quelques siècles plus tard, les armoiries des Cazaux de Nestier, descendants des d'Arcizas, sont d'azur à quatre pointes de giron d'or, mouvante du bas de l'écu, à une divine ondée d'argent sommée d'un cygne de même. Ce dernier blason illustre au XVIIe siècle la plus belle période de la seigneurie de Nestier.

### Personnalités liées à la commune

#### Avant la Révolution: les seigneurs de Nestier
La seigneurie de Nestier, au Moyen Âge et sous l'Ancien Régime, est des plus classiques. Elle est issue de l'organisation territoriale locale et du régime d'exploitation des terres qui ont prévalu au cours des siècles dans notre région rurale depuis l'époque aquitano-romaine. Elle repose en partie sur la puissance foncière mais aussi et surtout sur le droit de ban depuis le XIe siècle, période à laquelle est cité le premier seigneur villageois, « B. de Nestier » (Bernard ?), présenté comme garant des engagements pris dans le cadre d'un accord entre le comte de Bigorre et le vicomte de Labarthe. Quelques siècles plus tard, trois familles seigneuriales marqueront l'histoire villageoise : les d'Arcizas, de Saint-Paul et de Cazaux.

#### Après la Révolution
A la liste des maires de Nestier, personnalités villageoises éminentes, viennent s'ajouter les personnalités suivantes.
- Marc de Lassus-Nestier (1745 - guillotiné en 1794)[151] : baron de La Barthe-de-Neste, Conseiller au Parlement de Toulouse, fils de Marc-François de Lassus-Camon (1692 - 1780) appelé le Grand Lassus[152]. Il prend le nom de Nestier après avoir hérité de la seigneurie de Louis de Cazaux, achetée par son grand-père Pierre de Lassus. En 1770, il acquiert la seigneurie de Montsérié dont la vente est effectuée par son grand-père[153]. Marié à Gabrielle de Lacaze qui lui donnera un fils unique : Marc-Bertrand-François-Guillaume de Lassus-Camon. Guillotiné à Paris le 18 messidor an II (6 juillet 1794), sur l'échafaud de la Barrière du Trône, sous le nom de « Monsieur de Nestier ». Auteur de la biographie de Louis de Cazaux[85].
- L'abbé Béjottes : acteur principal dans « l'Affaire du transfert du chef-lieu de canton de Nestier à Saint-Laurent-de-Neste » et dans la construction du Calvaire du Mont-Arès (années 1860 - 1870)[154]. Pour son engagement personnel, en particulier dans l'affaire du transfert du chef-lieu de canton[64], l'abbé Béjottes est sanctionné par sa hiérarchie, provoquant dans la communauté villageoise une manifestation de soutien au curé de la paroisse appelée « le schisme de Nestier »[155],[156].
- Monsieur Barrère, instituteur, auteur de la monographie villageoise de 1887[17].
- Monsieur Bazerque : militaire à la retraite, secrétaire de mairie, bienfaiteur du village par ses actions d'amélioration de la vie quotidienne de la communauté villageoise dans la période de l'Entre-deux-guerres : création et aménagement de lavoirs municipaux, installation de l'horloge communale aux armes de Nestier, aménagement du square de l'église et encastrement des pierres romaines dans le muret qui l'entoure, aménagements de confort dans la salle de classe (poêle, rideaux, etc.) avec la création du musée scolaire.
- Madame Bize : institutrice, auteure de la Monographie de Nestier : cahier destiné à l'école de Nestier (1942 - 1949).
- Raymond Misson, né à Nestier en 1924, médecin des armées, auteur d'un document exceptionnel :  Les témoignages de Raymond Misson, avec le concours de ses amis villageois ou la vie quotidienne à Nestier dans l'Entre-deux-guerres.

#### Poètes villageois auXIXesiècle
- André Bouéry[157],[158] : poète gascon.

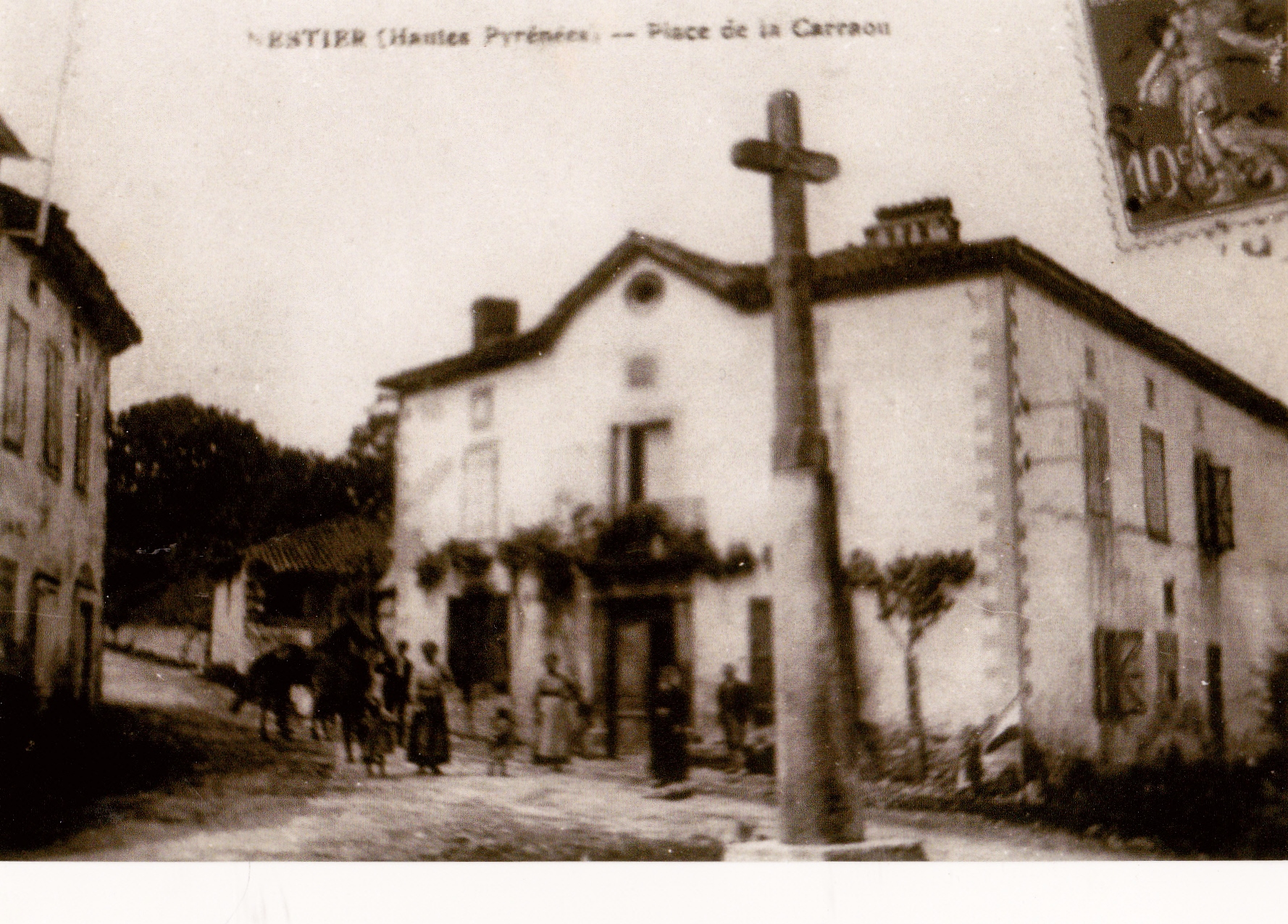
La maison natale de Léopold-Louis Dupuy-Peyou, place de la Carraou, au début du XXe siècle.

Appelé aussi Moussu Andrè. Auteur des Cansous det campané d'Aspetch (« Chansons du sonneur d'Aspet »). Né à Luchon le 11 février 1821. Marié à Mlle Refouil, villageoise nestéenne. Receveur à Nestier dans les années 1850. Décédé à Pamiers le 9 avril 1879. Inhumé à Nestier le 12 avril 1879 dans le cimetière près de l'église. En 1943, cérémonie officielle sur la tombe du poète dans le cimetière actuel avec la pose de la dalle du souvenir reproduisant une strophe de la cansoun Mai de Diu, à l'initiative de l'Escolo deras Pirenéos. Le 10 août 2013, pose d'une plaque mémorielle à l'initiative de l'association Catherine de Coarraze d'Aspet, au cours d'une cérémonie officielle présidée par M. Raymond Castéran, maire de Nestier.
- Jules Portes[161],[162].

Né à Nestier en 1823 - mort à Haïti en 1875. Professeur éminent. Proviseur d'un lycée à Haïti. Il publia en 1857 L'Athènes des Pyrénées et ses Fablos caousidos de La Fountaino, libromens traduitos en patouès pyrénéen.
- Abbé Léopold-Louis Dupuy-Peyou[163].

Né à Nestier le 20 août 1847. Pseudonyme : Léoïs de la Neste. Membre d'honneur et lauréat de plusieurs académies et sociétés savantes. Grand voyageur. Auteur des Léoïsiades, ou mon journal de poète... (1880). Œuvres à caractère religieux ou purement descriptif. Exemples : En Palestine, Un bazar à Jérusalem.

## Galerie de photos

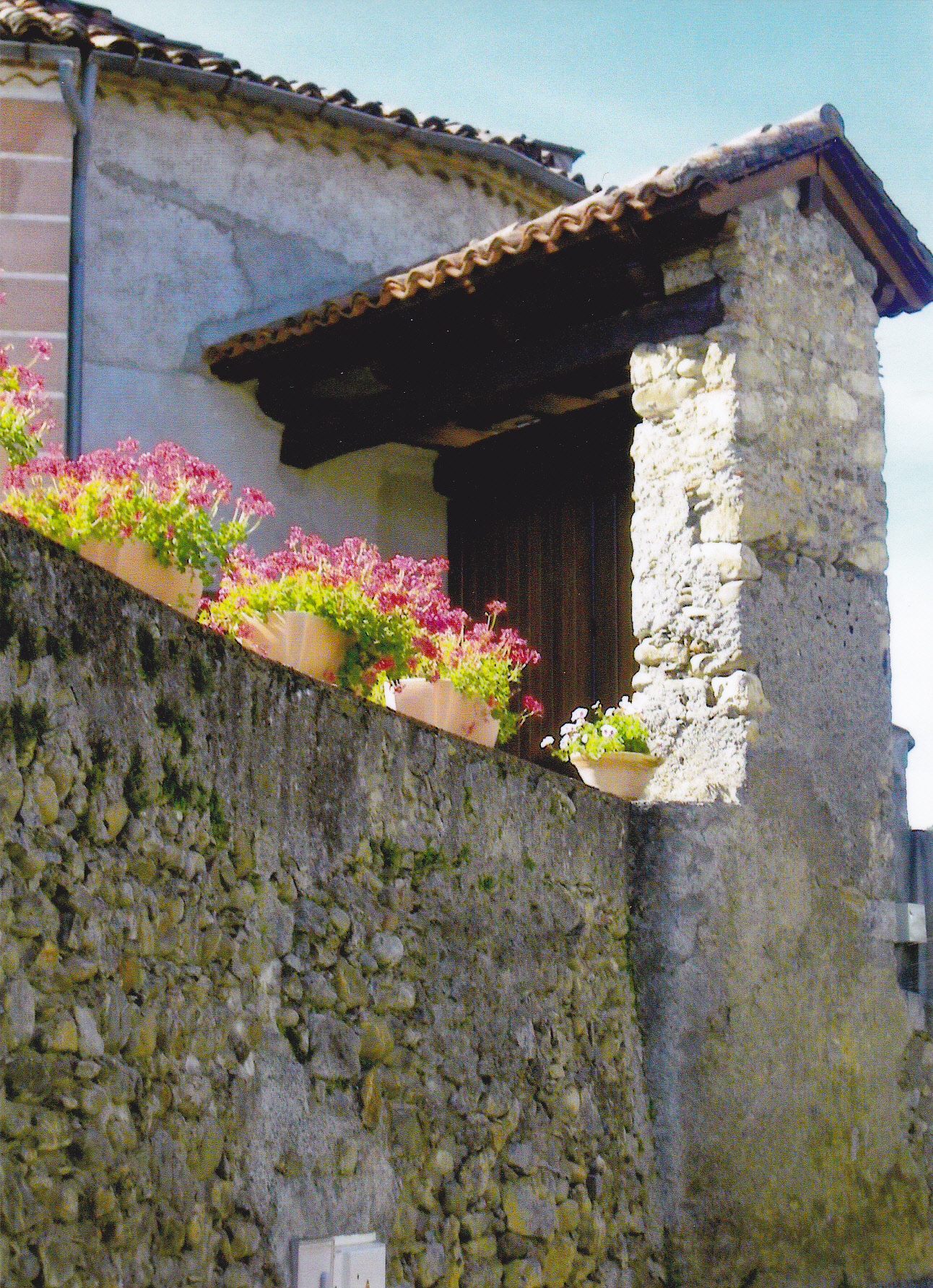
Le portail traditionnel : Eth pourtau.
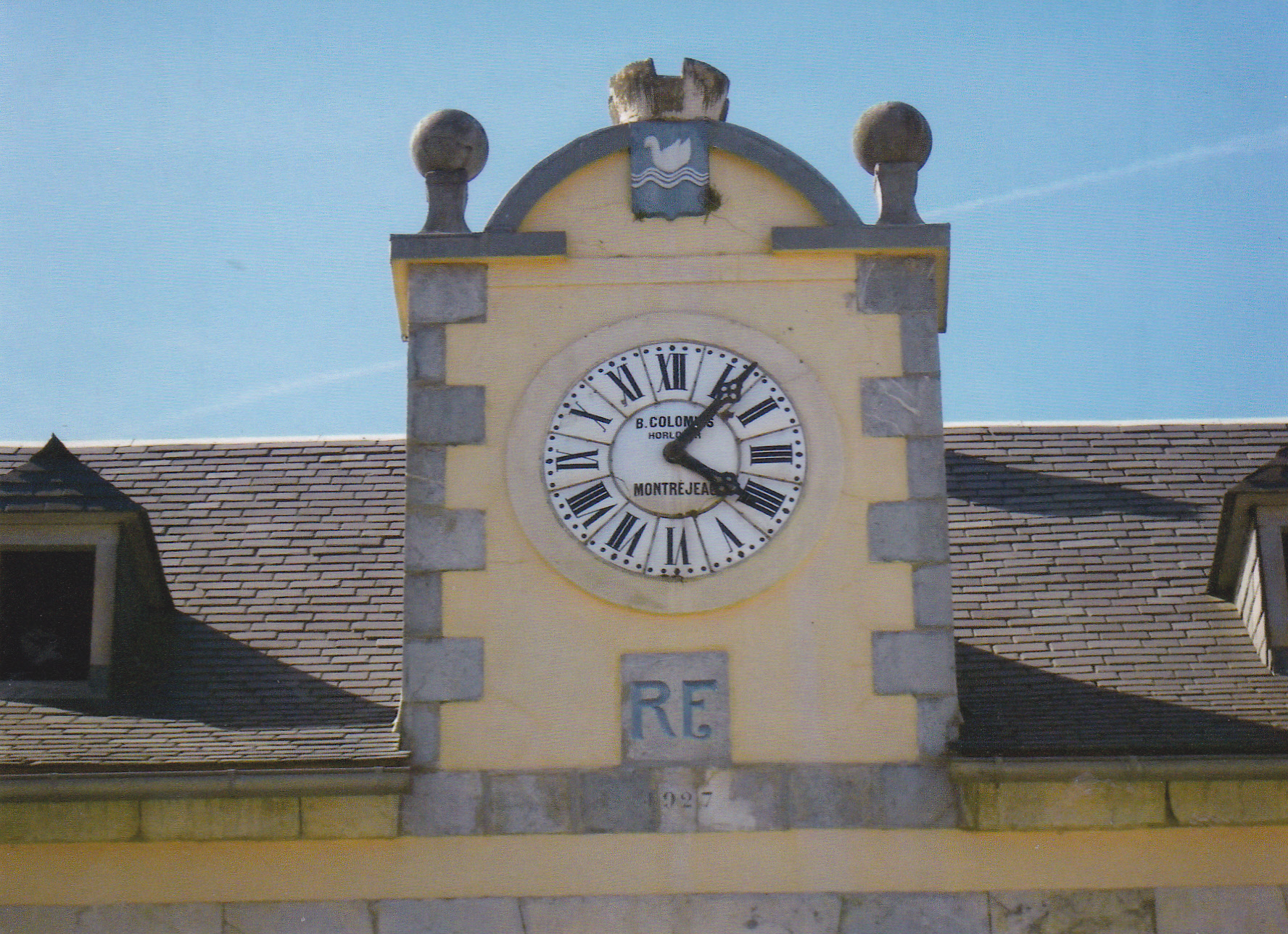
L'horloge de la mairie.
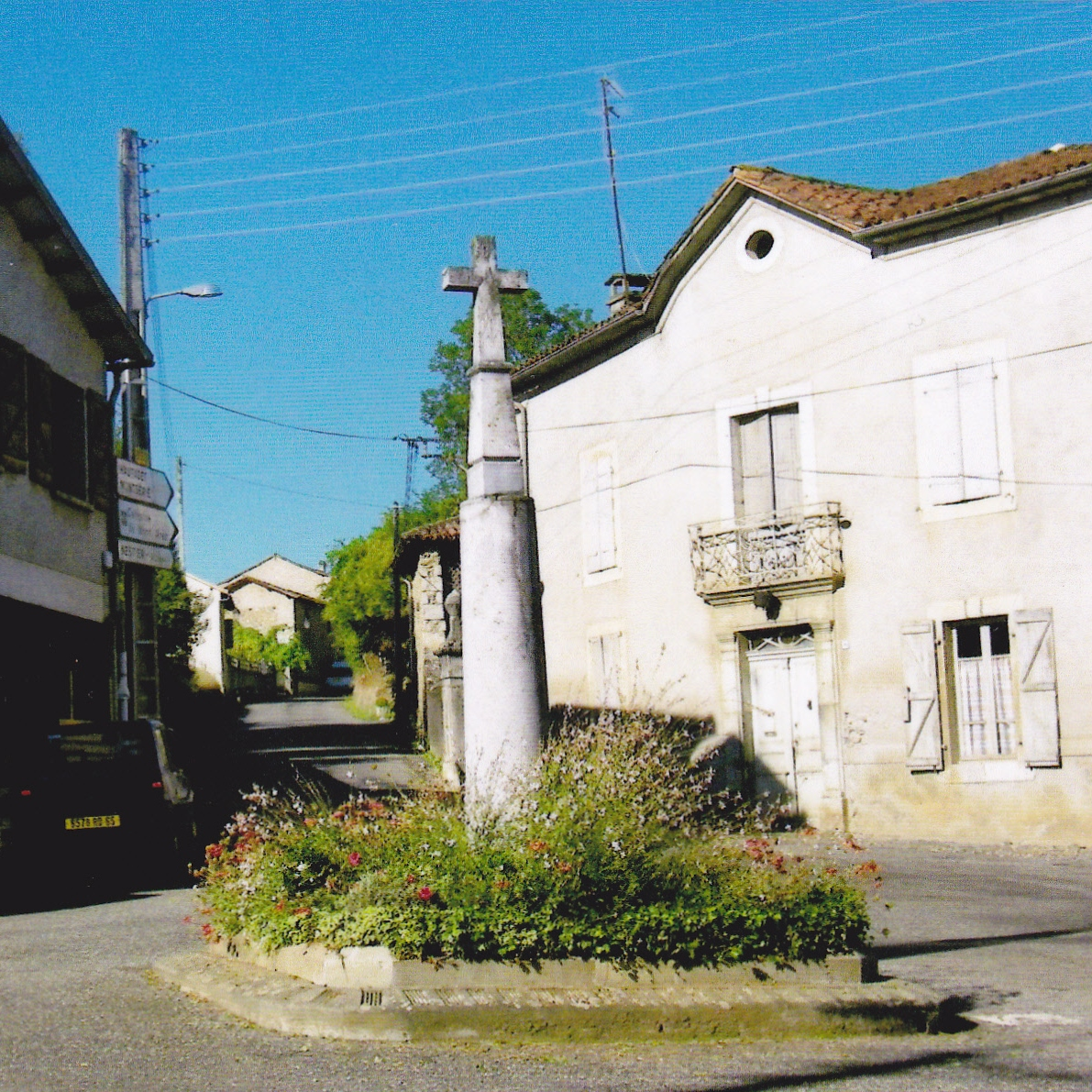
La croix du Castéra et la rue de la Carraou à l'arrière-plan.
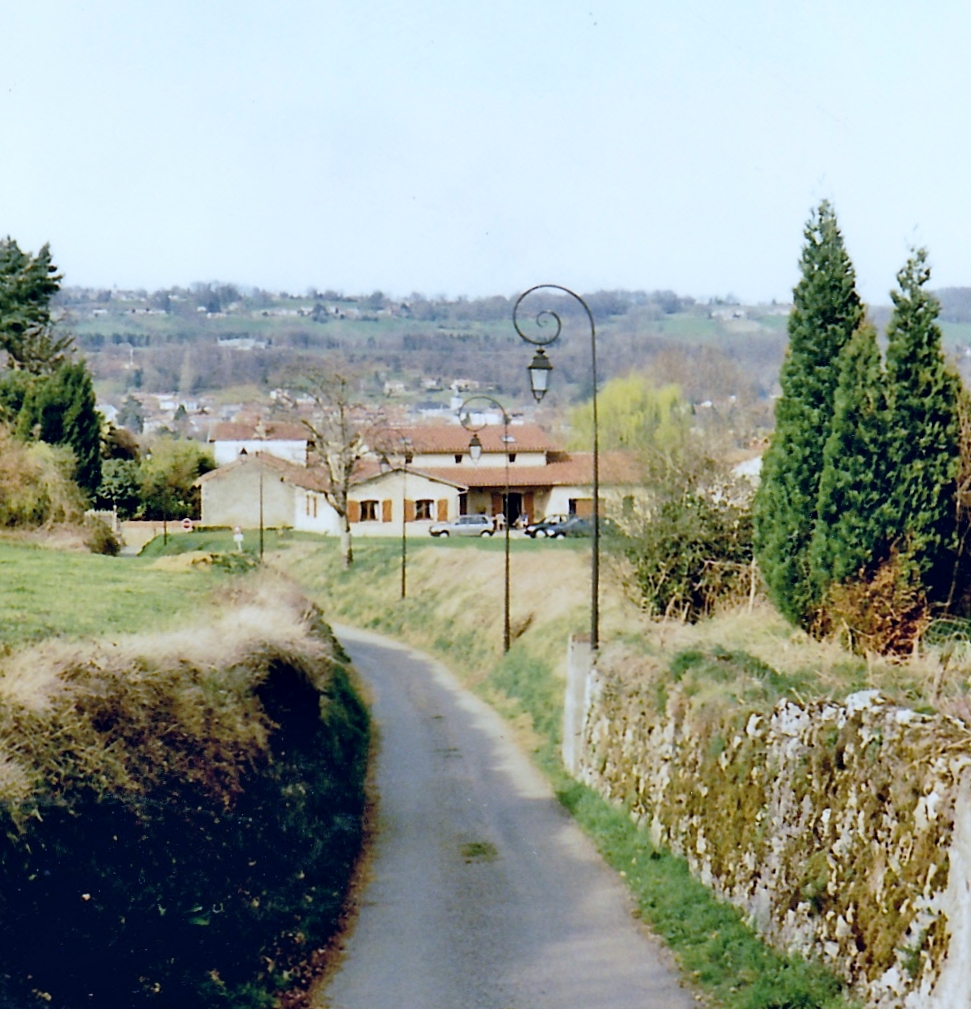
Le chemin du Carrey.
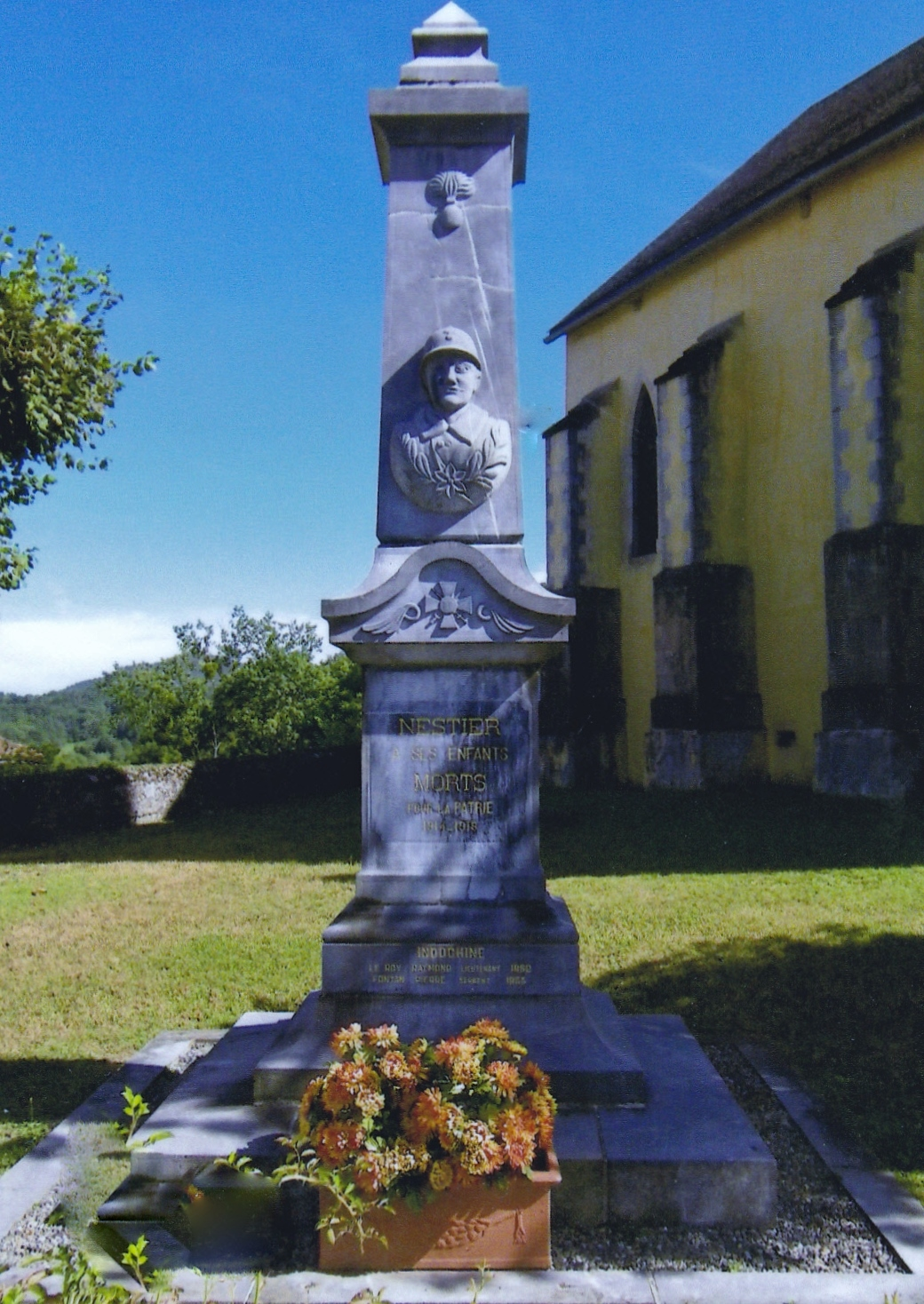
Le monument aux morts.
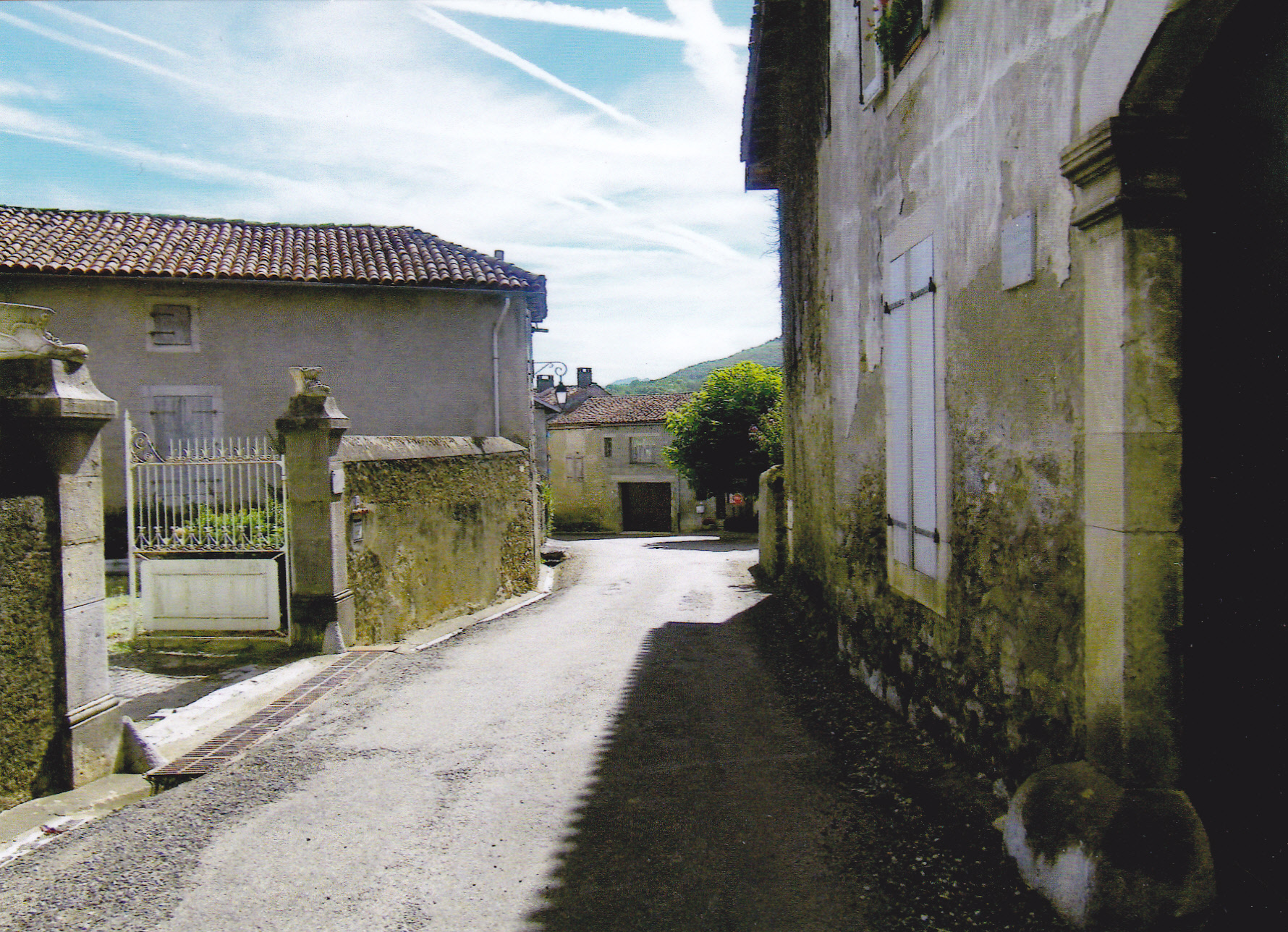
La rue de la Croix de Figur encore appelée Rue des Intellectuels.
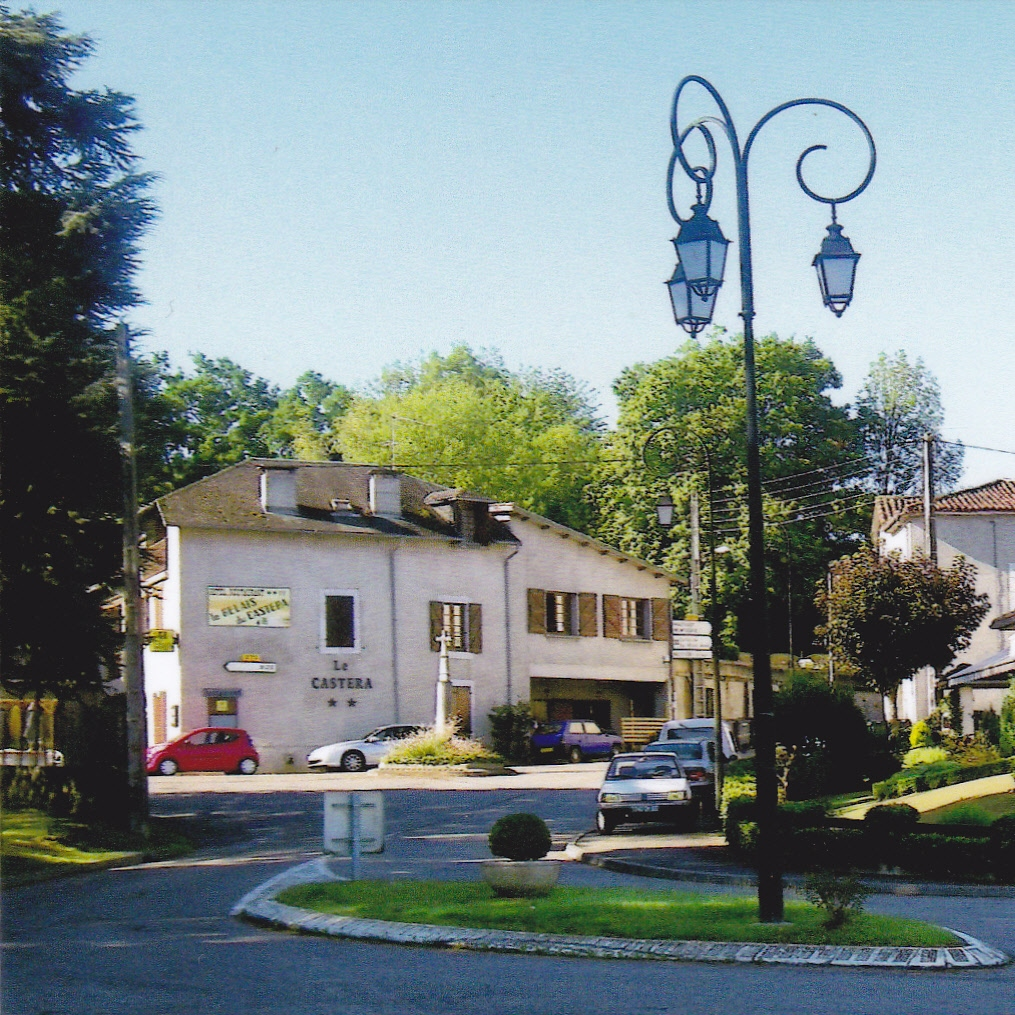
L'entrée du village : le Castéra.
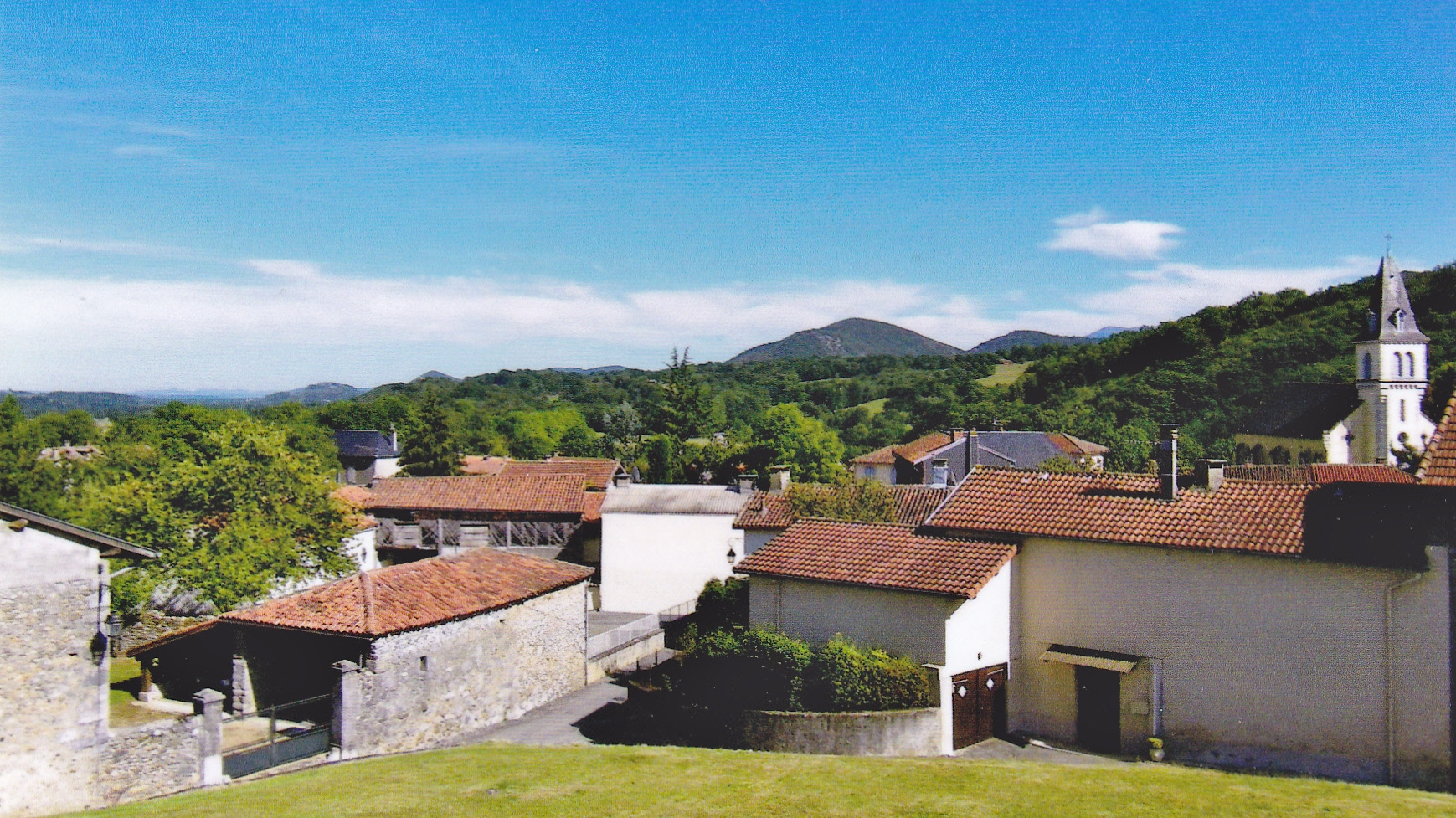
Vue du village sud.
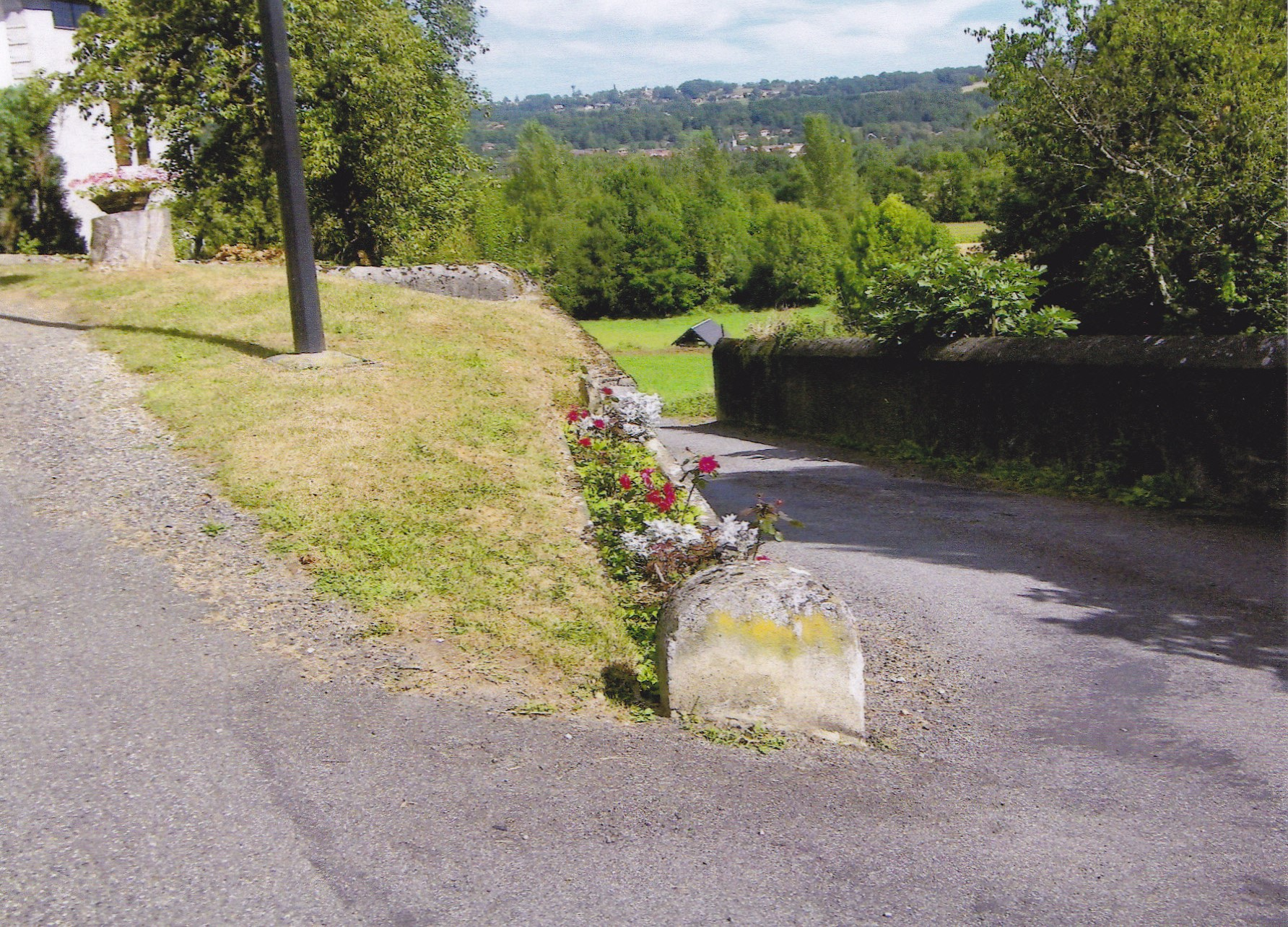
La côte de la Fontaine, l'abreuvoir fleuri et le lavoir à l'arrière-plan.
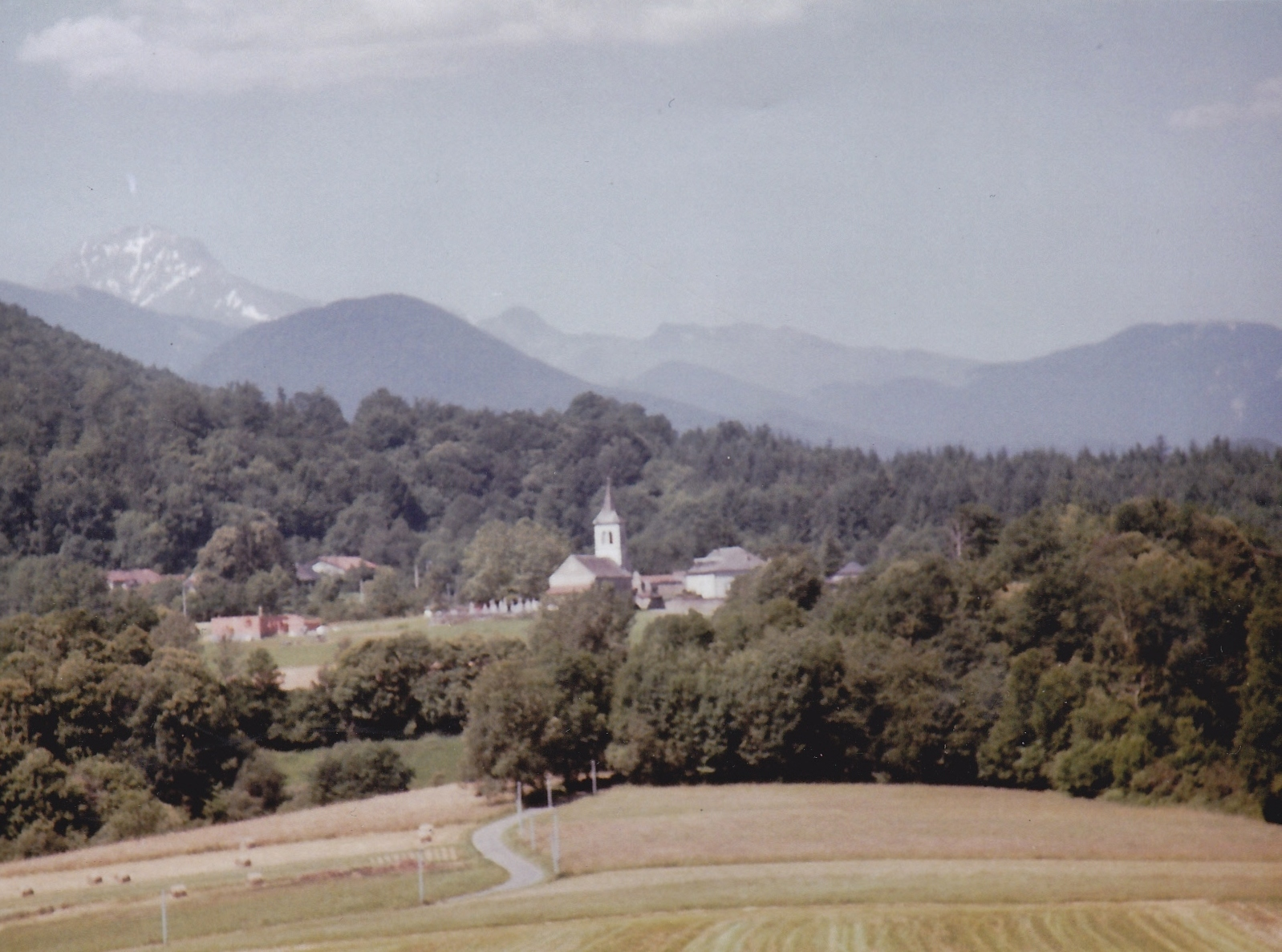
Vue du Vallon de Bouchère - ouest.